# Tajo
El Tajo es el río más largo de la península ibérica, a la que atraviesa en su parte central, siguiendo un rumbo este-oeste, con una leve inclinación hacia el suroeste, que se acentúa cuando llega a Portugal, donde recibe el nombre de Tejo.
Nace en los montes Universales, en la sierra de Albarracín (Teruel), sobre la rama occidental del sistema Ibérico y, después de recorrer 1007 km, llega al océano Atlántico en la ciudad de Lisboa. En su desembocadura forma el estuario del mar de la Paja, en el que vierte un caudal medio de 456 m³/s. En sus primeros 816 km atraviesa España, donde discurre por cuatro comunidades autónomas (Aragón, Castilla-La Mancha, Madrid y Extremadura) y un total de seis provincias (Teruel, Guadalajara, Cuenca, Madrid, Toledo y Cáceres).
Después de formar frontera entre España y Portugal a lo largo de 47 km, entra en este último país. Aquí recorre 145 km, a través de las regiones tradicionales de Beira Baixa, Alto Alentejo, Ribatejo y Estremadura, en las que se integran los distritos de Castelo Branco, Portalegre, Santarém y Lisboa. Las ciudades más importantes por las que pasa son Aranjuez, Toledo y Talavera de la Reina en España; y Abrantes, Santarém y Lisboa, en Portugal.
Su cuenca tiene una superficie total de 80 600 km². Es la de mayor población de la península ibérica, con más de diez millones de habitantes. En ella se integran el área metropolitana de Madrid y la región de Lisboa. La cuenca del Tajo alcanza una capacidad total de embalse en torno a los 14 500 hm³. Por lo que respecta al territorio español, se encuentra regulada por la Confederación Hidrográfica del Tajo, organismo dependiente del Ministerio para la Transición Ecológica y el Reto Demográfico. El trasvase Tajo-Segura deriva parte del caudal del río hacia la zona suroriental de España.
Su curso alto está incluido dentro del parque natural del Alto Tajo (provincia de Guadalajara). También su curso medio-bajo está protegido legalmente, mediante el parque nacional de Monfragüe, localizado en la provincia de Cáceres. Más adelante se encuentra parque natural del Tajo Internacional, entre la provincia de Cáceres y Portugal. En su desembocadura se encuentra la reserva natural del Estuario del Tajo.

## Toponimia

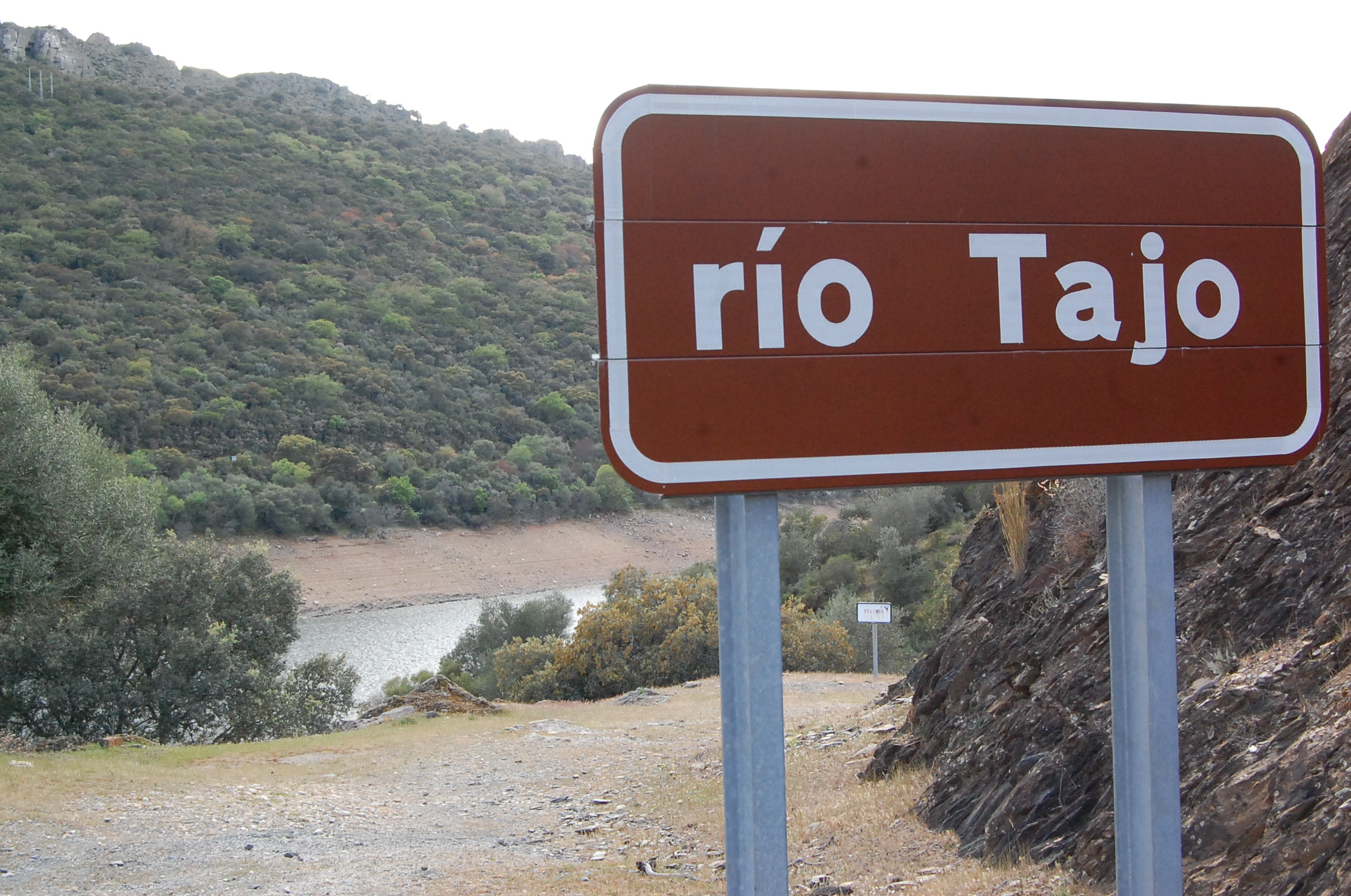
Cartel con el nombre en español

Conocido como el Tagus por los romanos.
Según Silio Itálico, Tagus habría sido un rey íbero cruelmente asesinado por Asdrúbal. El historiador portugués André de Resende alude a este episodio en su obra Las antigüedades de Lusitania.
(I) Sobre la etimología de este importante río tomamos en la fuente de Estrabón: "... ἀϕ᾽ ὦνπερ  καὶ ὁ Ἅνας καὶ ὁ Τάγος..." [... también se nombran el (río) Anas y el (río) Tagos...] —Estrabón, Geografía. 
Del mismo hidrónimo, ahora en la cátedra de Ptolomeo: Τάγου ποταμοῦ ἐκβολαί... [desembocadura del río Tagu...] —Ptolomeo, Geographia Hyphegesis, lib II, cap. 5, 3—. 
Es decir, tanto Tagos como Tagu, latinizados, son nombrados Tago (río Tajo). En el Diccionario heleno-español hallamos tagós, ταγός jefe, conductor. 
Los lechos de grandes ríos han sido utilizados como plataformas de vías humanas y fauna salvaje para traslados y comunicación desde tiempos inmemoriales, de hecho la mayoría de hábitats de los seres vivos se dan junto a sus cauces. El Tajo cruza, prácticamente, de este a oeste la península ibérica. (II)
De (I) a (II) datos del ensayo Vástagos de Hércules I (pendiente de edición).

## Cuenca

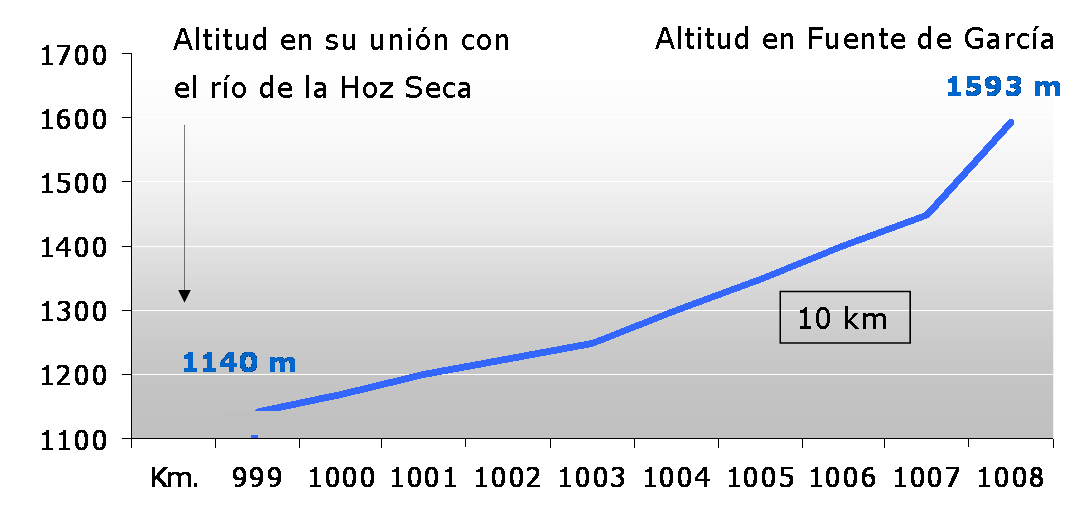
El río tiene un desnivel de 453 m en los diez primeros km, entre la fuente en Fuente de García y la boca de su primer gran afluente, el río de la Hoz Seca

La cuenca del Tajo ocupa una extensión de 80 600 km², que se distribuyen en un 69,2 % (55 750 km²) por suelo español y en un 30,8 % por tierras portuguesas (24 850 km²). Es la tercera cuenca de mayor superficie de la península ibérica, después de la del Duero, con 97 290 km², y de la del Ebro, con 83 093 km².
Se ubica en el centro del Macizo Hespérico, que el río recorre a lo largo de 910 km, a través de la Submeseta Sur. Queda delimitada, al norte, por el Sistema Central, a través de las sierras de Guadarrama —y su extensión oriental, Somosierra—, Gredos, Gata y la Estrella; al sur, por los montes de Toledo y la sierra de Montánchez; al este, por el sistema ibérico, con la sierra de Albarracín y la serranía de Cuenca como principales formaciones; y al oeste, por el océano Atlántico.
Sus afluentes más importantes (Jarama, Guadarrama, Alberche, Tiétar y Cécere) provienen de la parte septentrional, con lo que, consecuentemente, vierten en el Tajo por la derecha. Los cuatro primeros nacen en las sierras de Guadarrama y Gredos, donde se sobrepasan frecuentemente los 2000 m de altitud sobre el nivel del mar. En las demás cordilleras, esta cota se roza ocasionalmente tan solo en la sierra de la Estrella, situada igualmente al norte de su curso, cuya altitud máxima es de 1993 m. Aquí tiene su origen el río Cécere.
En lo que respecta a la rama occidental del sistema Ibérico, solo algunas cumbres superan los 1800 m. El afluente más destacado de esta formación montañosa es el río Gallo. De los montes de Toledo provienen los ríos Algodor y Almonte, que tributan en el Tajo por la izquierda. Las elevaciones más relevantes de este sistema corresponden a Las Villuercas, que rondan los 1600 m.
Desde un punto de vista demográfico, la cuenca del Tajo es la más poblada tanto de España como de la península ibérica. En lo que respecta al territorio español, integra una población aproximada de 7 000 000 habitantes, que, en un 82 %, se concentran en la Comunidad de Madrid. Por parte de Portugal, se contabilizan más de 3 500 000 habitantes, con el área metropolitana de Lisboa como núcleo más importante. A estas concentraciones urbanas se añaden zonas de fuerte despoblamiento, localizadas preferentemente en su curso alto y en su curso medio-bajo.

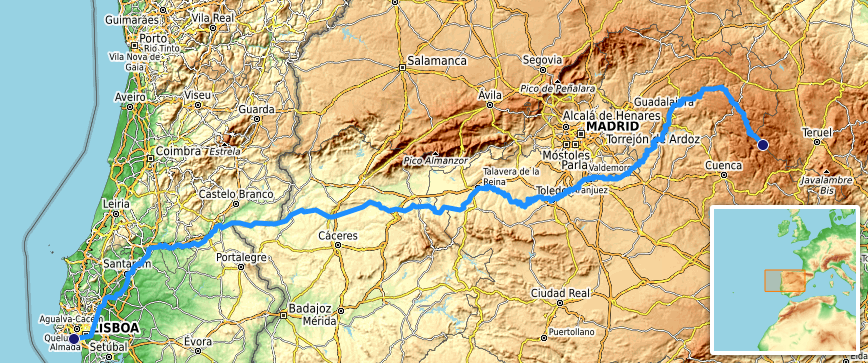
Curso completo del río a través de España y Portugal

El río forma cerca de una veintena de embalses (pantanos) a lo largo de su curso, a los que se unen los de sus afluentes, que empezaron a construirse, en su mayor parte, a partir de la década de 1950. Su cuenca posee una capacidad total de embalse en torno a los 14 500 hm³, de los cuales 12 000 corresponden a España (el 83 %) y 2500 a Portugal (el 17 % restante). Los sistemas de almacenaje más importantes se localizan en las presas de su curso alto, en la provincia de Guadalajara (2441,4 hm³); en las de su curso medio-bajo, en Cáceres (5157,3 hm³); y en las de su curso bajo, alrededor del río Cécere, su principal afluente portugués (1863,4 hm³).
El pantano de Alcántara, en la provincia de Cáceres, es el de mayor capacidad de toda la cuenca del Tajo. Su superficie es de 10 400 hectáreas y puede almacenar hasta 3160 hm³. Los embalses de Entrepeñas y Buendía, por su parte, regulan el Trasvase Tajo-Segura, inaugurado en 1979, para el abastecimiento de agua a la zona suroriental de España, integrada dentro de la cuenca del Segura, donde viven alrededor de 3 000 000 habitantes. Este acueducto convierte a su cuenca en la de mayor contribución de España, de acuerdo con el volumen de agua suministrado a otras cuencas hidrográficas.

## Curso

### Fuente

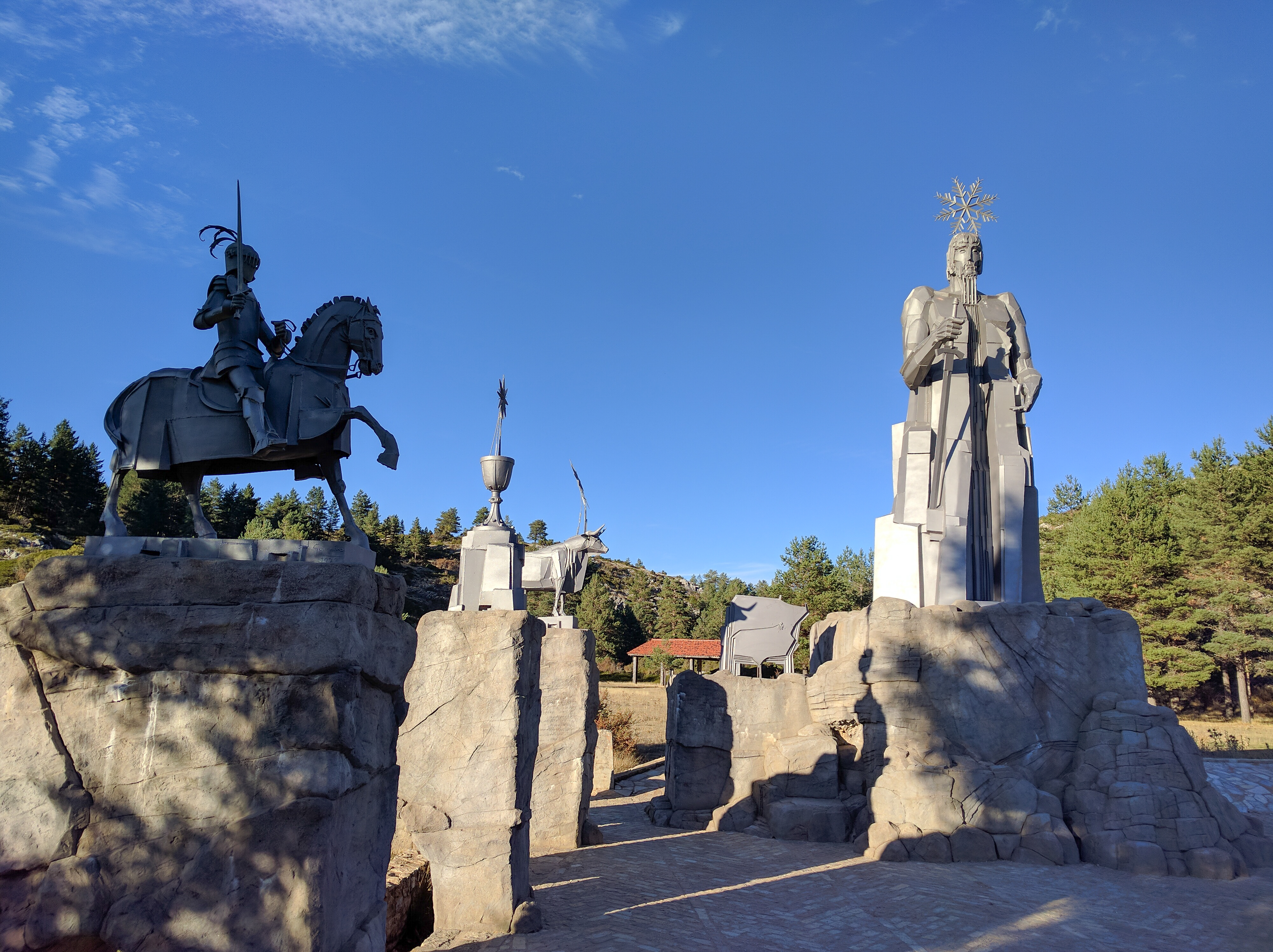
Monumento al nacimiento del río Tajo (1974), de José Gonzalvo Vives, en Frías de Albarracín

El río Tajo nace a 1593 m de altura, en el paraje conocido como Fuente García, dentro del término municipal turolense de Frías de Albarracín, en España. Su fuente se sitúa entre la muela de San Juan (1830 m) y el cerro de San Felipe (1839 m), en la sierra de Albarracín, que pertenece a los montes Universales, en la rama occidental del sistema Ibérico. En un punto de cota inferior se ha instalado el Monumento al nacimiento del río Tajo (1974), de José Gonzalvo Vives, en el que se representan la personalización del río y las provincias de Teruel, Cuenca y Guadalajara.
Esta formación montañosa alberga uno de los nudos hidrográficos más importantes de la península ibérica, al separar la vertiente atlántica de la mediterránea. El Júcar, que desemboca en el mar Mediterráneo, tiene su origen a pocos kilómetros de su fuente, así como el Guadalaviar, que da lugar posteriormente al Turia.
En su primer recorrido, el río salva un fuerte desnivel, labrando materiales originados entre el Ordovícico y el Cuaternario, entre los que predominan las calizas, las dolomías y las margas, así como las areniscas.

### Curso alto

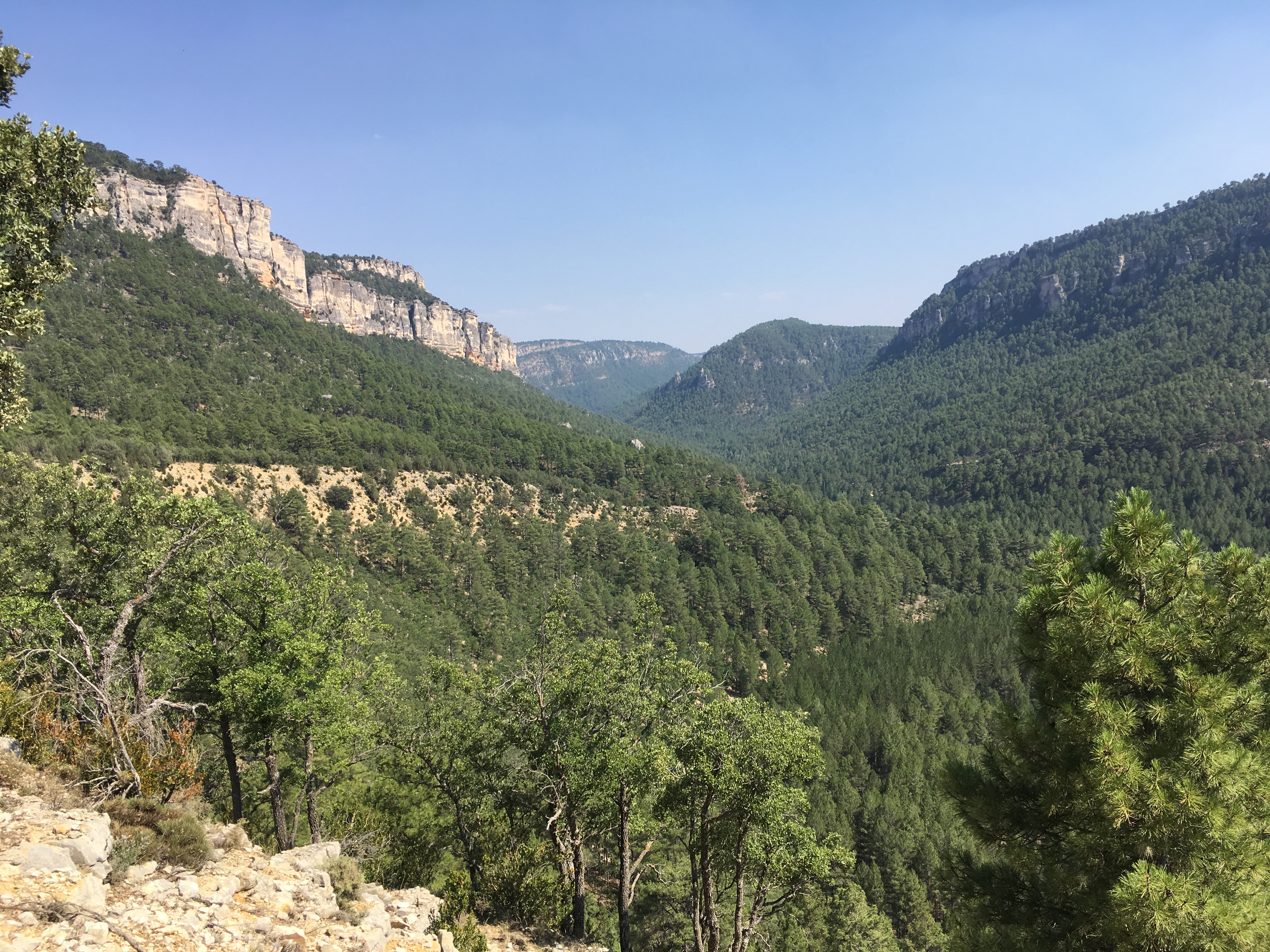
Cañón del Tajo en Taravilla

El río discurre, en un primer momento, en dirección sur-noroeste, marcando la línea divisoria entre Aragón y Castilla-La Mancha, a través de las provincias de Teruel y Cuenca, respectivamente. Entra después en la provincia de Guadalajara, donde recibe por la derecha al río de la Hoz Seca. Se trata de su primer gran afluente, con un caudal incluso mayor que el que presenta el propio Tajo en su tramo inicial. El Hoz Seca, que recoge las aguas de las sierras de Orihuela del Tremedal, en los montes Universales, tributa en el término municipal de Peralejos de las Truchas. Aquí el Tajo ya ha descendido a una altitud de 1140 m, después de vencer pronunciadas pendientes y formar diferentes cañones, enclavados en áreas fuertemente despobladas.

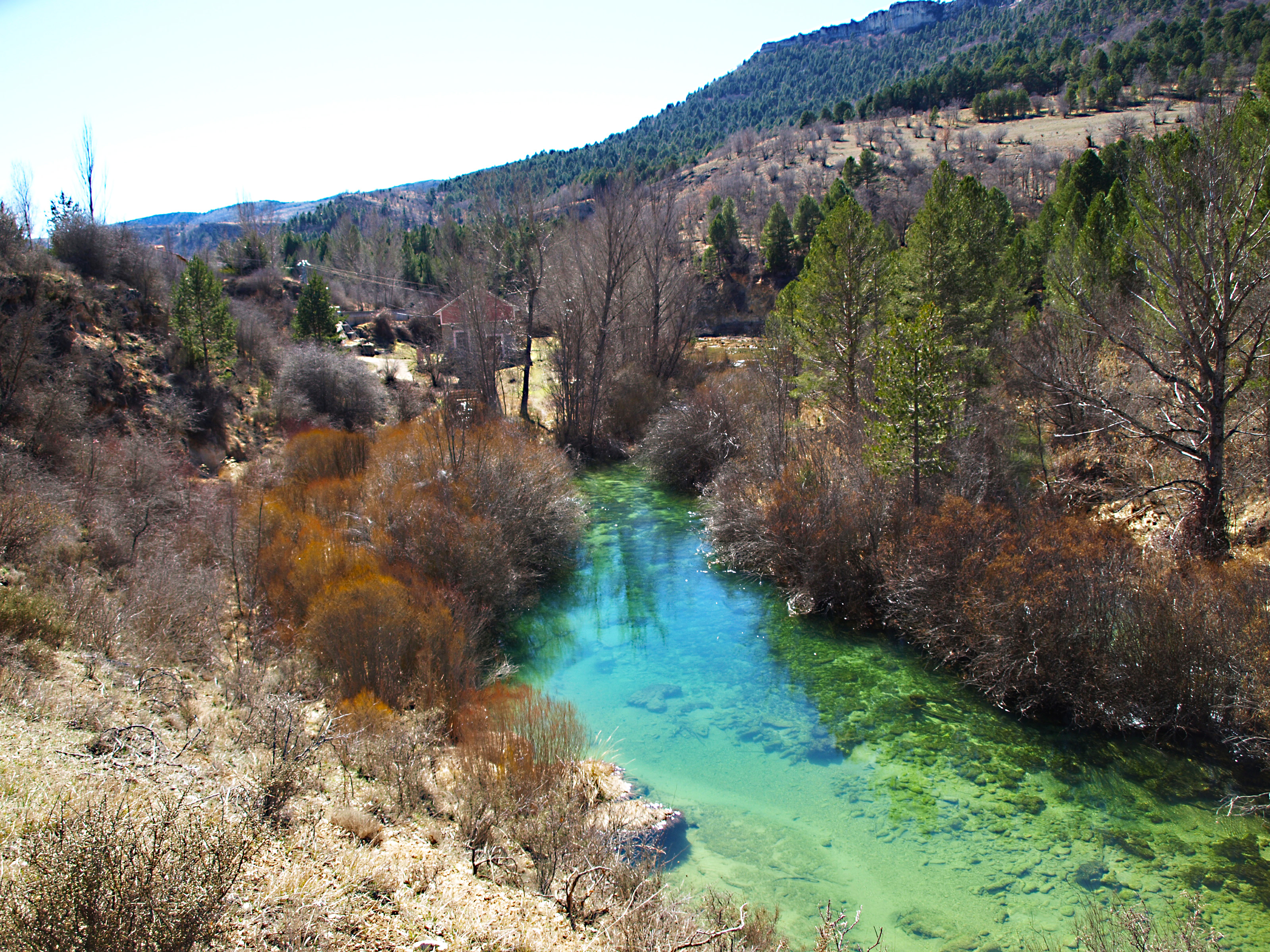
Parque natural del Alto Tajo

Su caudal vuelve a incrementarse posteriormente con las aportaciones de los ríos Cabrillas, Gallo, Bullones y Arandilla, que provienen del sistema Ibérico. De todos ellos, el más destacado es el Gallo, que confluye en el Tajo bajo el puente de San Pedro, a una altitud aproximada de 900 m. En toda esta zona, el río atraviesa parajes de alto valor ecológico, que se encuentran protegidos por su inclusión dentro del parque natural del Alto Tajo, constituido en el año 2000. Este espacio integra una flora característica de los pisos bioclimáticos supra y oromediterráneos. Los pinares de pino silvestre, laricio y resinero, los encinares, los sabinares y los quejigares son sus ecosistemas principales.

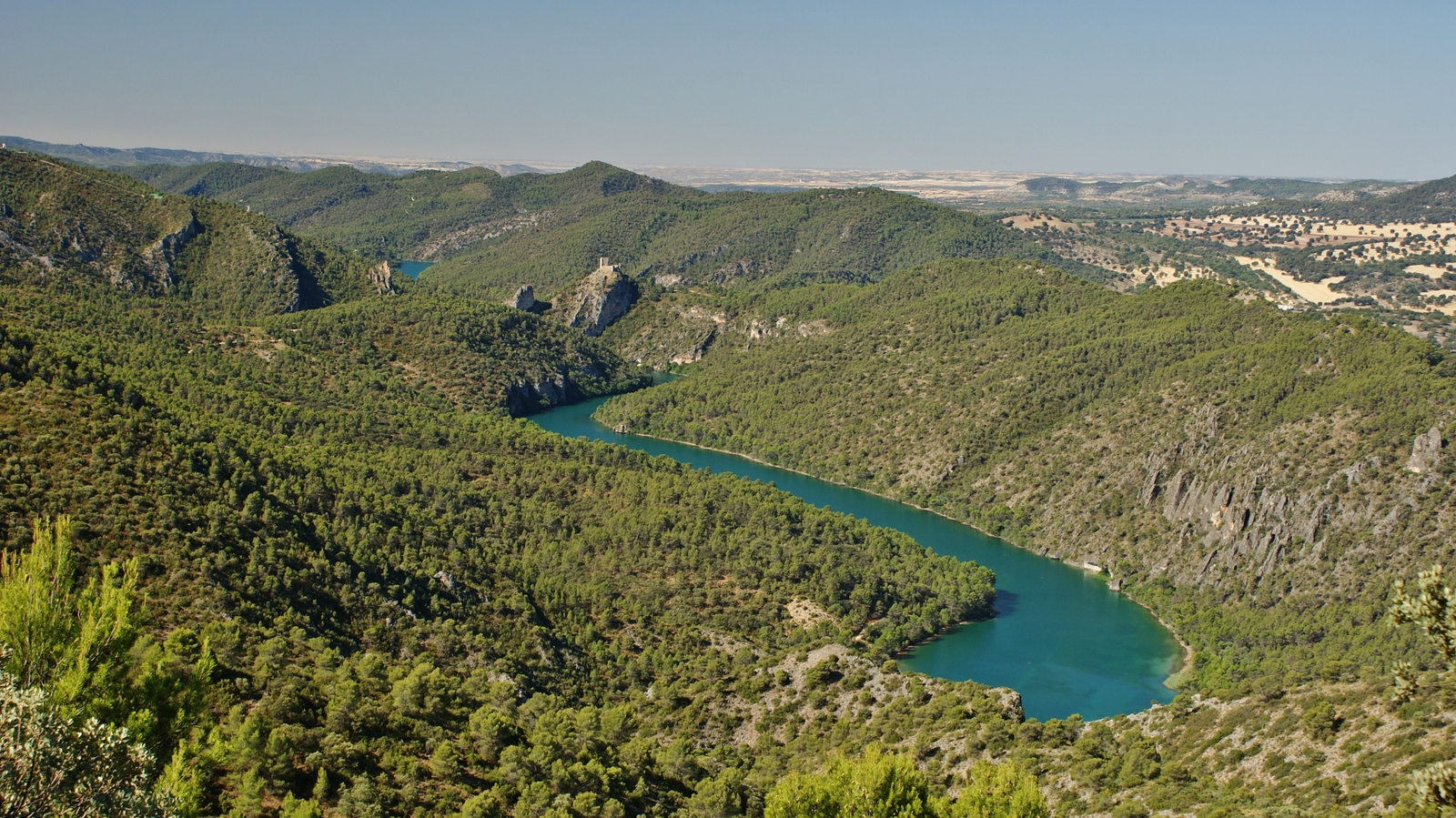
El río en los alrededores del castillo de Anguix, en el embalse de Bolarque

Cerca de Zaorejas, el Tajo gira bruscamente y toma rumbo oeste. Deja a su derecha el pueblo de Ocentejo, donde vuelve a cambiar de sentido, esta vez hacia el suroeste, y recibe por la derecha al río Ablanquejo. Se dirige después hacia Valtablado del Río y Trillo, cuya central nuclear utiliza sus aguas como sistema de refrigeración, a través del pantano de La Ermita. A esta altura, se le une el río Cifuentes.
Antes de abandonar la provincia de Guadalajara, el Tajo es retenido en cinco grandes embalses. Los más importantes son el de Entrepeñas, en los términos de Sacedón y Auñón, y el de Buendía, este construido sobre el río Guadiela poco antes de su confluencia, el último de los grandes afluentes que proceden del Sistema Ibérico. En este punto, el río ha descendido a una cota ligeramente superior a los 600 m. Más adelante vuelve a ser represado en el embalse de Bolarque, situado en Almonacid de Zorita y Pastrana, y en el de Zorita, en cuyas orillas fue construida la central nuclear del mismo nombre, que fue clausurada en 2006. En el término municipal de Zorita de los Canes, rodea los restos arqueológicos de la ciudad visigótica de Recópolis. El Tajo deja Guadalajara formando un nuevo embalse, el de Estremera, que toma su denominación del pueblo madrileño homónimo, limítrofe con la provincia.

### Curso medio-alto

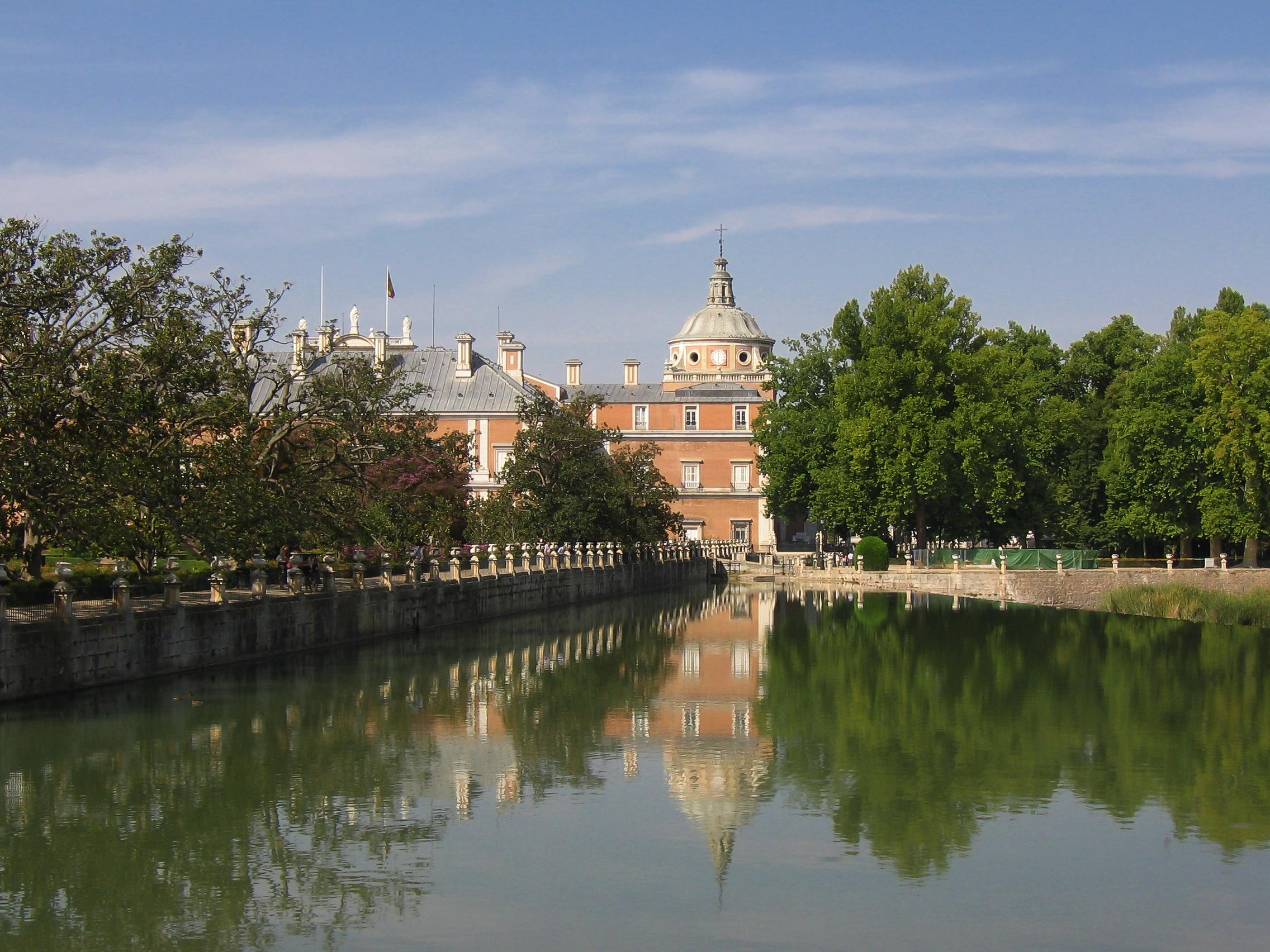
El Tajo a su paso por Aranjuez, donde bordea el Palacio Real

El Tajo entra en la Comunidad de Madrid a través de su extremo sudoriental, por la comarca histórica de la Cuesta de las Encomiendas. Bordea los cascos urbanos de Fuentidueña de Tajo, donde se localiza el Remanso de la Tejera —a una altitud de unos 500 m—, y de Villamanrique de Tajo.
Tras ser retenido en un nuevo embalse, el de Valdajos, se adentra en el municipio de Aranjuez, la primera localidad de importancia con la que se encuentra, donde pasa al lado de su Palacio Real. En esta población forma el embalse del Embocador, levantado en el siglo XVI y remodelado en el siglo XVIII para garantizar el abastecimiento de agua a las huertas colindantes. Además, su curso es regulado mediante una serie de canales artificiales, utilizados como sistemas de riego y ornamento de los Jardines de Aranjuez. Dentro de este término municipal, recibe por la derecha al río Jarama, el primero de sus grandes afluentes procedentes del sistema Central y uno de los más importantes de todo su curso.

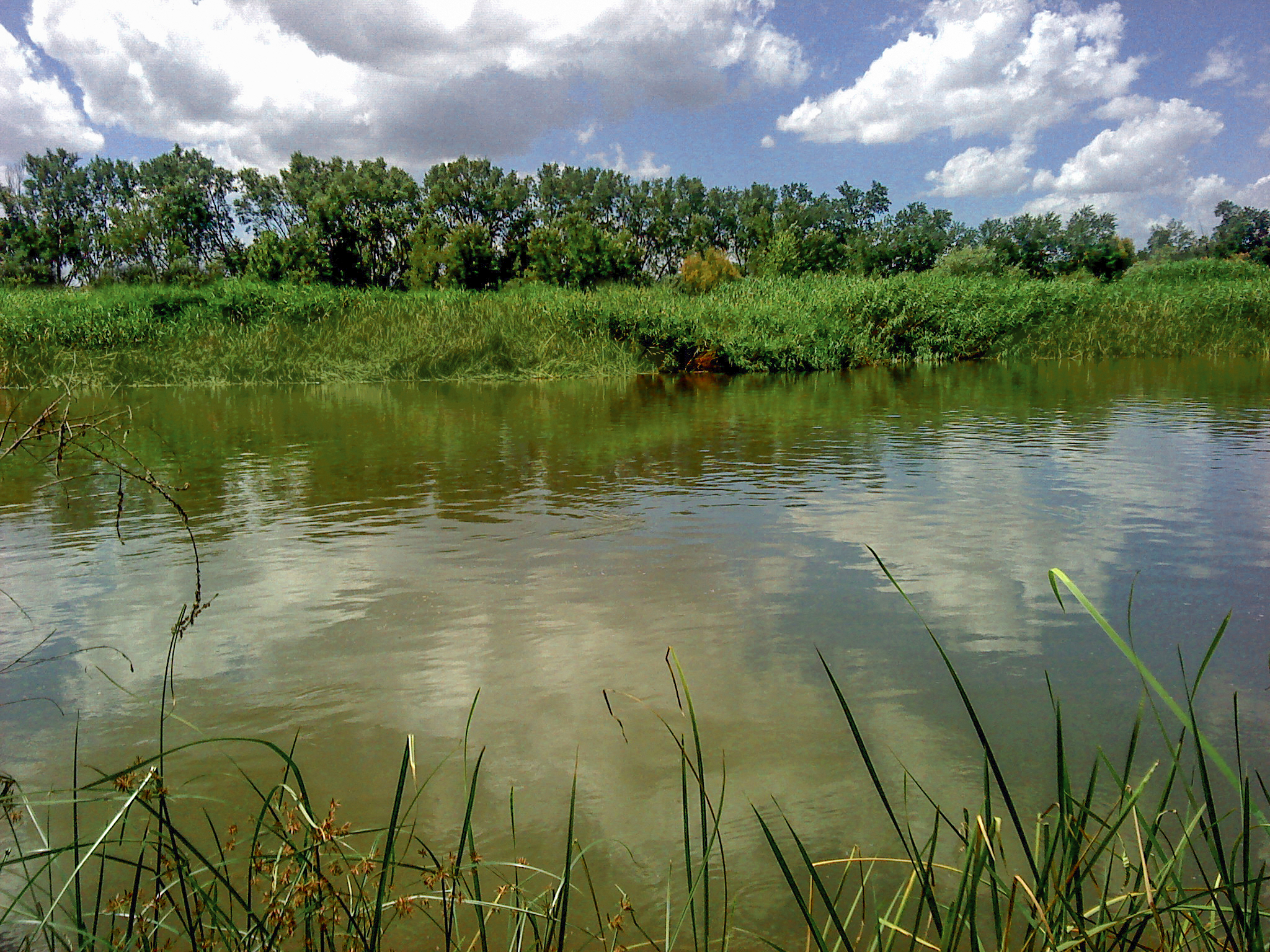
El Tajo en Talavera de la Reina

Esta corriente fluvial le aporta, además de su caudal natural, las aguas residuales vertidas por las diferentes poblaciones integradas en el área metropolitana de Madrid, entre las que destacan la propia capital y las ciudades del llamado Corredor del Henares. Sus vertidos llegan al Jarama —y, por extensión, al Tajo— a través del Manzanares y del Henares, respectivamente. En Aranjuez también le tributa el río Algodor, que llega por su izquierda, desde los montes de Toledo. La altitud en este tramo es inferior a los 500 m.
El Tajo continúa rumbo suroeste marcando la linde entre las provincias de Madrid y Toledo, para adentrarse definitivamente en esta. Tras pasar por el término de Añover de Tajo, llega a Toledo, la única capital de provincia española por la que pasa, a la que rodea en uno de sus meandros. En esta ciudad, atraviesa los puentes monumentales de Alcántara y de San Martín.

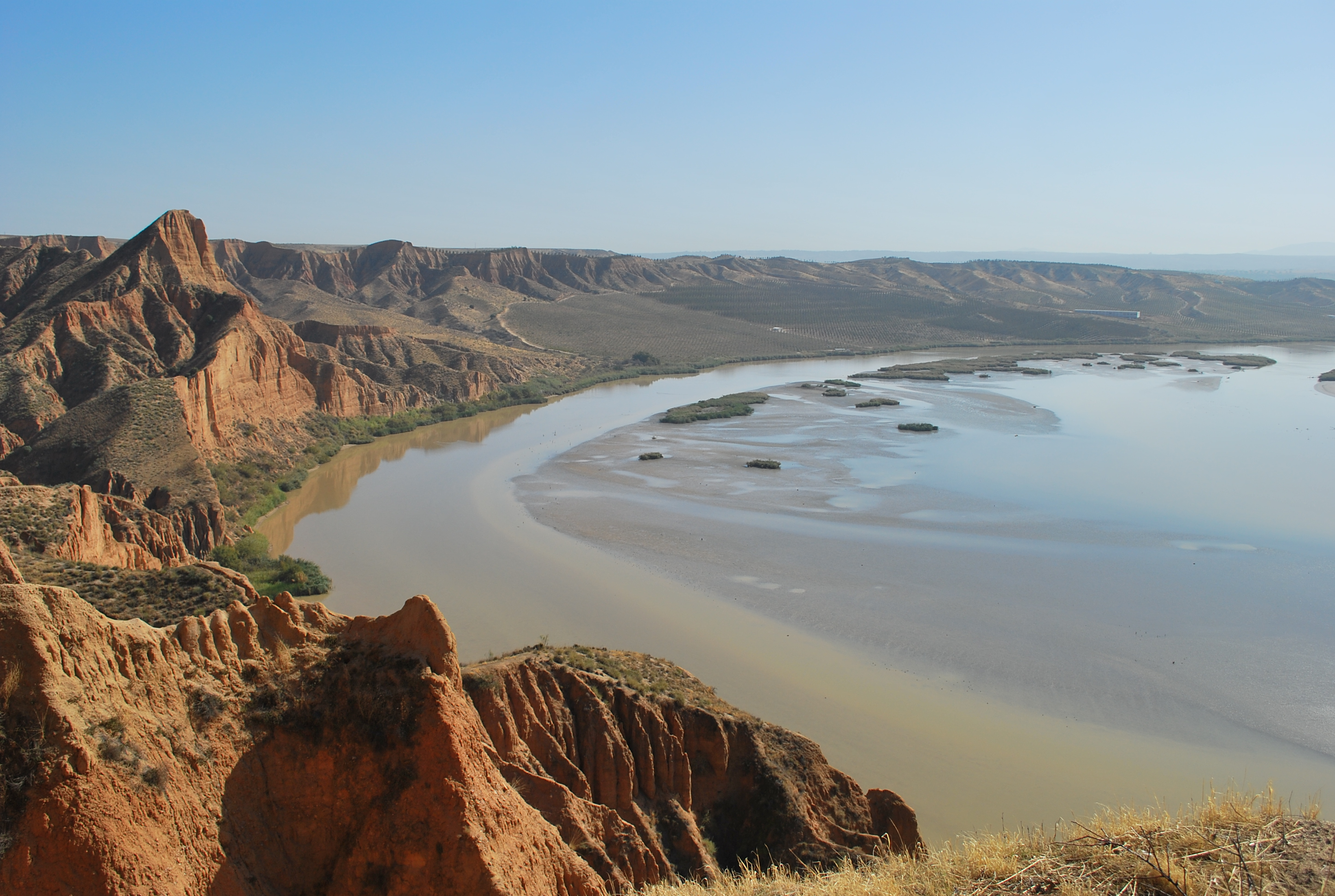
El Tajo retenido en el embalse de Castrejón. Paraje conocido como las Barrancas de Castrejón y Calaña

A su salida de Toledo, gira hacia el oeste y recoge por la izquierda al arroyo Guajaraz, a la altura de Guadamur, y por la derecha al río Guadarrama, cerca de Albarreal de Tajo, a una altitud de unos 450 m. Antes de llegar a La Puebla de Montalbán, es represado en el embalse de Castrejón.
En El Carpio de Tajo, se inclina levemente hacia el noroeste, dirección que mantiene a su paso por Malpica de Tajo. Se encamina hacia Talavera de la Reina y, en el paraje conocido como Las Vegas de San Antonio, se le une por la derecha el río Alberche, que nace en la sierra de Gredos. Además del Jarama, Algodor, Guadarrama y Alberche, el Tajo ve incrementado su caudal con otros afluentes, si bien de menor entidad, caso del Gévalo, el Cedena, el Sangrera o el Pusa.
A partir de Talavera el río toma rumbo suroeste. Forma el embalse de Azután, situado en el municipio del mismo nombre, donde vuelve a cambiar de sentido, esta vez hacia el oeste. El río sale de la provincia de Toledo por Alcolea de Tajo, Valdeverdeja y El Puente del Arzobispo, donde se topa con un puente monumental construido en estilo gótico. En este punto, el Tajo ya ha descendido a una altitud de 320 m.

### Curso medio-bajo

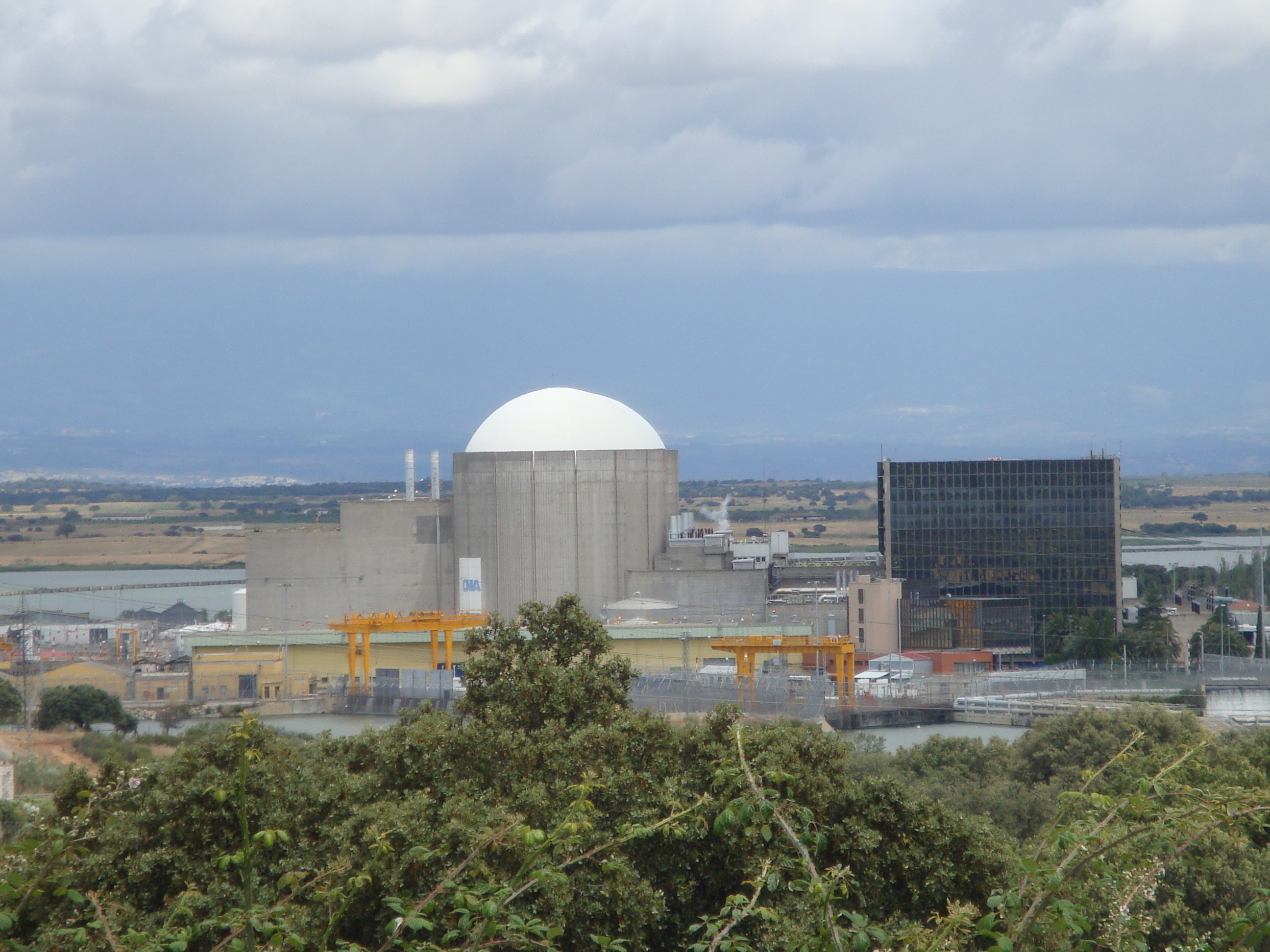
Central nuclear de Almaraz, que el río refrigera a través del embalse de Arrocampo-Almaraz

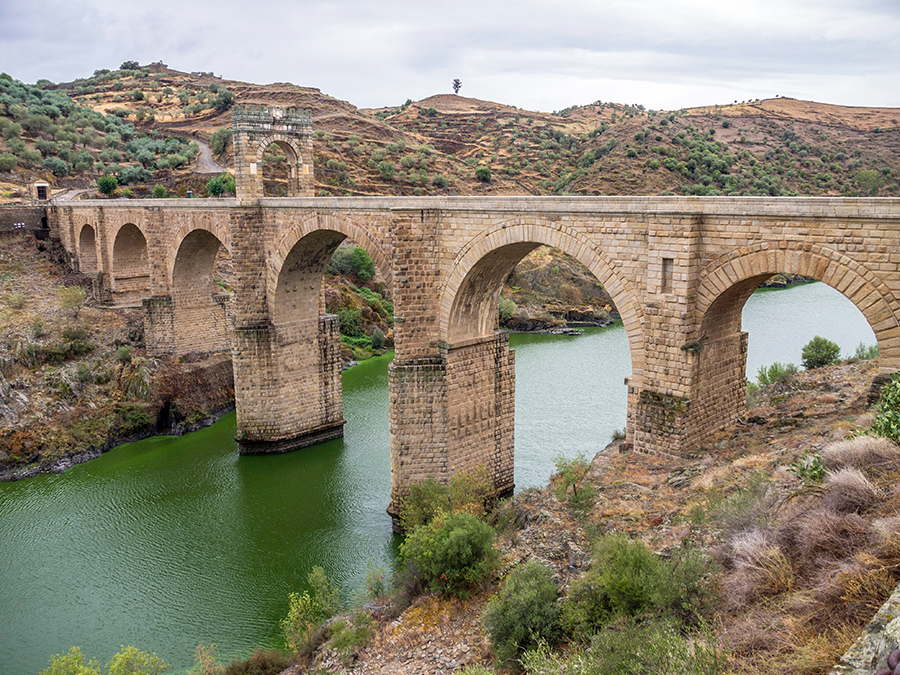
Puente de Alcántara, en la provincia de Cáceres

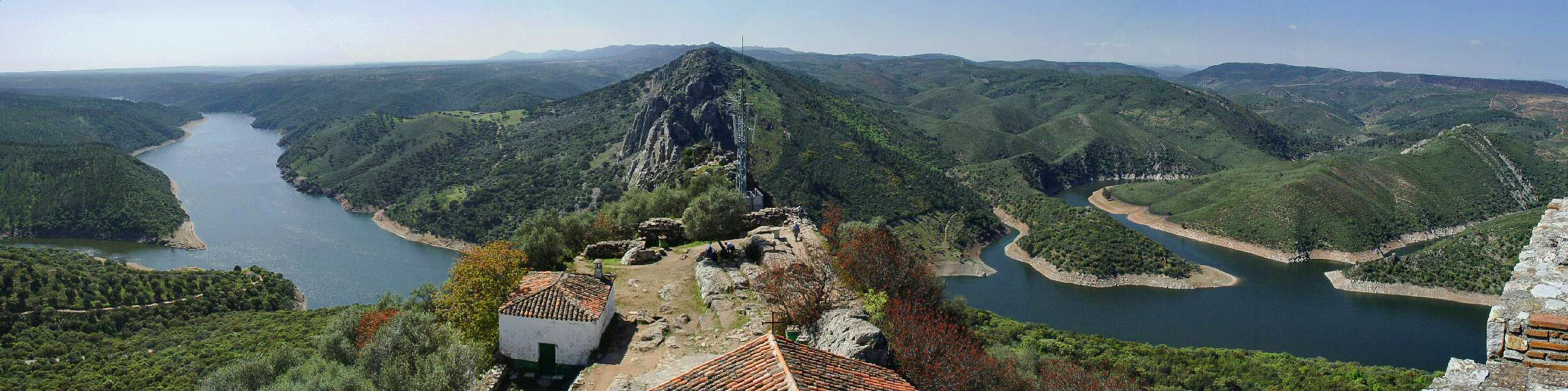
Vista panorámica del embalse de Torrejón, formado por el Tajo y el Tiétar, en pleno parque nacional de Monfragüe

El Tajo se adentra en Extremadura por la provincia de Cáceres, donde enseguida forma el embalse de Valdecañas, uno de los de mayor superficie de su cuenca, con 7300 hectáreas. El pantano, que toma su nombre del pueblo de Valdecañas de Tajo, donde se sitúa su presa, baña parte de la comarca de Los Ibores. Esta se articula en torno al río Ibor, afluente por la izquierda del Tajo, al que tributa a través del citado embalse, cerca de Mesas de Ibor y Bohonal de Ibor.
Atraviesa después la autovía de Extremadura (A-5) y pasa cerca de Almaraz. Aquí sus aguas son utilizadas como sistema de refrigeración de la central nuclear homónima, labor que se desarrolla por medio del embalse de Arrocampo-Almaraz, construido para tales efectos.
Vuelve a ser represado en el embalse de Torrejón, que se asienta sobre el parque nacional de Monfragüe. Este espacio natural protegido, que ocupa una superficie de 17 852 hectáreas, integra tres ecosistemas principales: el bosque mediterráneo, los roquedos y las zonas húmedas, estas últimas localizadas alrededor del curso del río. El embalse de Torrejón comunica artificialmente el Tajo con el río Tiétar antes de la desembocadura de este, dando lugar a un pantano adicional que, para diferenciarlo del principal, es conocido como embalse de Torrejón-Tiétar. Este río procede de la sierra de Gredos y confluye por la derecha en el Tajo, cerca de Villarreal de San Carlos, a una altitud sobre el nivel del mar inferior a los 200 m. A partir de esta localidad, el Tajo se inclina hacia el suroeste, pero vuelve a redireccionarse hacia el oeste mientras forma el embalse de Alcántara, una de las obras de infraestructura hidráulica más importantes de toda su cuenca.
Por la margen derecha de este pantano desemboca primero la rivera de Fresnedosa y después el Alagón, a la altura de la localidad de Alcántara. El Alagón, que es el afluente de mayor longitud de la cuenca del Tajo, llega al Tajo procedente de la sierra salmantina de Herreros, con las aguas de los ríos Arrago y Jerte, dos de sus principales afluentes. Por la ribera izquierda del embalse, reporta el Almonte, que nace en la sierra de Guadalupe. En este punto, el río se encuentra a una altitud ligeramente superior a los 100 m.
En la confluencia del Alagón y el Tajo, se encuentra la ciudad de Alcántara, donde el río pasa bajo un notable puente romano, que se alza a los pies de la presa del pantano homónimo y está considerado como una de las obras de ingeniería de caminos más relevantes del arte romano. Consta de seis arcos y tiene 194 m de longitud, 8 de ancho y 61 de altura máxima. Pasado Alcántara, se le une el río Salor. El Tajo marca después los límites políticos entre España y Portugal, en un tramo caracterizado por la ausencia de núcleos urbanos relevantes, con la excepción de Herrera de Alcántara y Cedillo, muy cerca de la frontera portuguesa. Este último pueblo da nombre al pantano de Cedillo, que el río forma antes de abandonar definitivamente el suelo español. En la zona fronteriza, se encuentra con dos nuevos afluentes, el Erjas, que llega de la sierra de Gata, y el Sever, procedente de la sierra de San Mamés, situada en Portugal. Cuando el Tajo entra en tierras portuguesas, ya ha descendido por debajo de los 100 m.

### Curso bajo

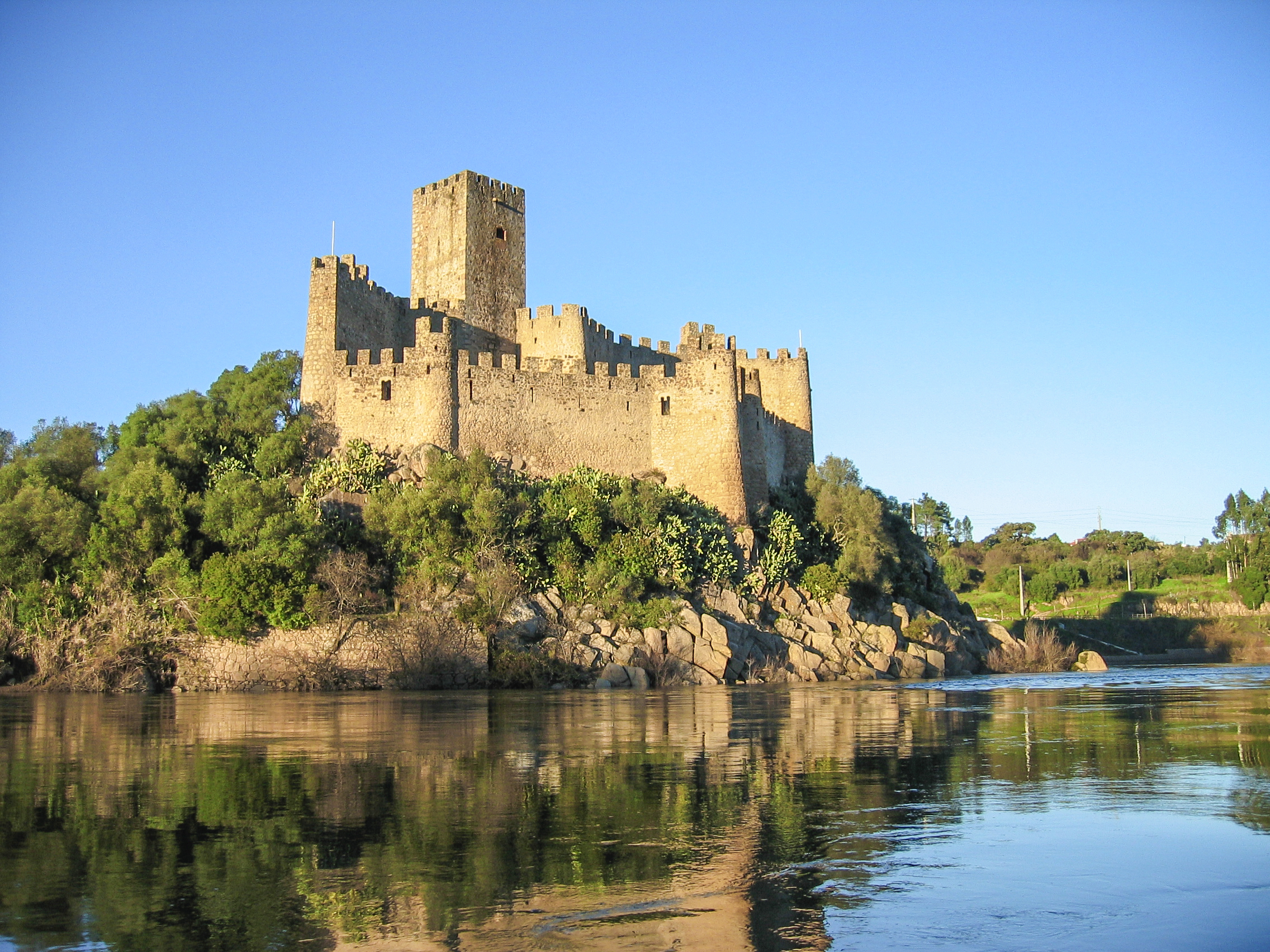
El Tajo bordea el castillo de Almourol en Vila Nova da Barquinha

Vila Velha de Ródão es la primera localidad de importancia que el río se encuentra en Portugal. Pasado su casco urbano, el Tajo se inclina hacia el suroeste y, siguiendo esta dirección, forma el embalse de Fratel, que, parcialmente, transcurre paralelo a la autopista A-23. En este pantano recibe por la derecha al río Ocreza.
Camino de Belver, es retenido en el embalse homónimo, a lo largo del cual vuelve a enderezarse en dirección oeste. Entra en el concejo de Abrantes, a través de la freguesia de Alvega. En Abrantes, forma un meandro alrededor de la colina de 800 m de altitud sobre la que se asienta esta localidad. Aquí le tributa el río Torto, que llega por la izquierda.
Se dirige hacia Constância, donde le aporta por la derecha el Cécere, que nace en la sierra de la Estrella, la formación montañosa más occidental del sistema Central. Este río, el principal afluente del Tajo en su curso bajo, presenta en sus últimos tramos numerosos apresamientos, en lo que constituye uno de los sistemas de embalse más importantes de toda la cuenca hidrográfica.
Vila Nova da Barquinha es su próximo destino. Aquí bordea el castillo medieval de Almourol, uno de los monumentos más relevantes a su paso por Portugal, y toma otra vez rumbo suroeste, que ya no abandona hasta su desembocadura. Pasa cerca de Chamusca y llega hasta Santarém, una de las ciudades más pobladas de todo su curso. Cercano a su desembocadura, su ancho va incrementándose poco a poco y va formando diferentes islas sedimentarias, entre las que destacan, por sus dimensiones, las situadas al sur de Vila Franca de Xira y Alhandra, que preceden a su estuario. A su paso por Portugal, buena parte del recorrido del río es navegable, si bien solo para barcazas de escaso calado, excepción hecha de su desembocadura, donde es apto para embarcaciones de mayor envergadura.

### Desembocadura

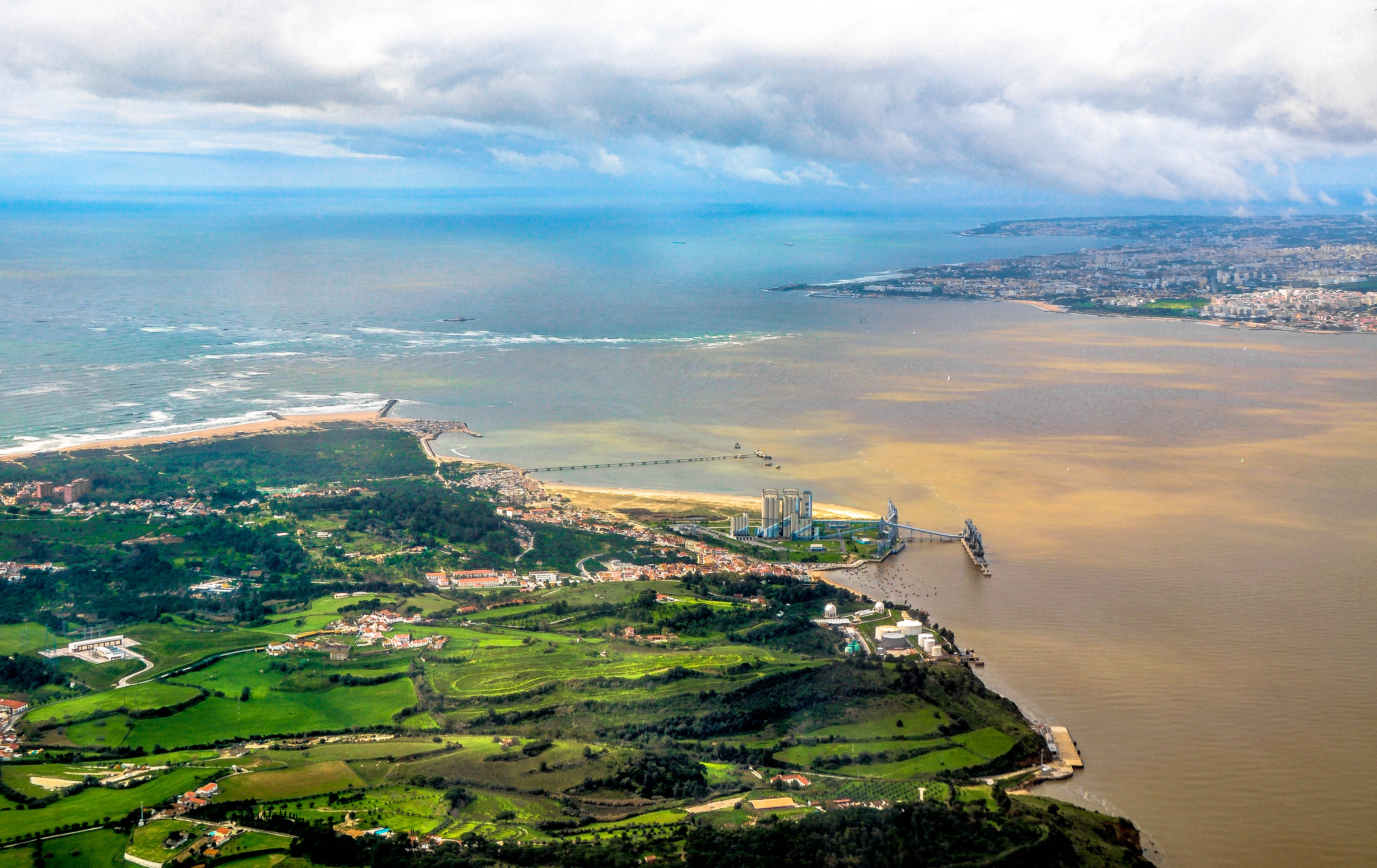
El Tajo en su desembocadura, con Trafaría y Oeiras en sus orillas sur y norte, respectivamente

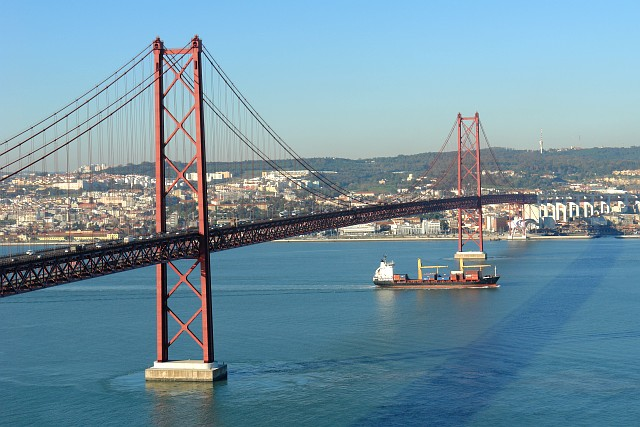
Puente 25 de Abril, construido sobre el estuario del Tajo, en Lisboa

El Tajo desemboca en el océano Atlántico, formando el estuario del mar de la Paja, el más importante de la península ibérica, tanto por sus dimensiones como por su relevancia sociodemográfica. En su parte septentrional, este espacio se encuentra protegido legalmente mediante la reserva natural del Estuario del Tajo. Fue creada en el año 1916, con una superficie de 14 560 hectáreas. Aquí se integran zonas húmedas, lodos, salinas, saladares, islotes y terrenos agrícolas que, cada invierno, dan cabida a cerca de 80 000 aves. La ciudad de Alcochete, situada en la margen izquierda del estuario, puede ser considerada como la principal localidad de referencia de este espacio protegido.
El Tajo prosigue hacia Lisboa y atraviesa el puente Vasco da Gama, considerado como el más largo de Europa. Tiene 17,2 km de longitud, 10 de los cuales salvan la corriente del río. Fue levantado en 1998 y comunica las ciudades de Montijo, en la ribera izquierda, y de Sacaven, en la derecha, integradas en el área metropolitana lisboeta. Pasado el puente, aparece a su derecha Lisboa. Conforme se acerca a la capital, el ancho de su estuario va poco a poco reduciéndose. En uno de sus puntos más estrechos, fue construido el puente colgante 25 de Abril, que también posee un gran interés arquitectónico. Fue inaugurado el 6 de agosto de 1966 y presenta una longitud de casi 2 km. El río orilla la parte oriental y meridional de Lisboa, donde se encuentra con diferentes monumentos, erigidos prácticamente en sus orillas. Uno de los más destacados es la Torre de Belém, de estilo manuelino, declarada Patrimonio de la Humanidad en 1983.

## Principales afluentes

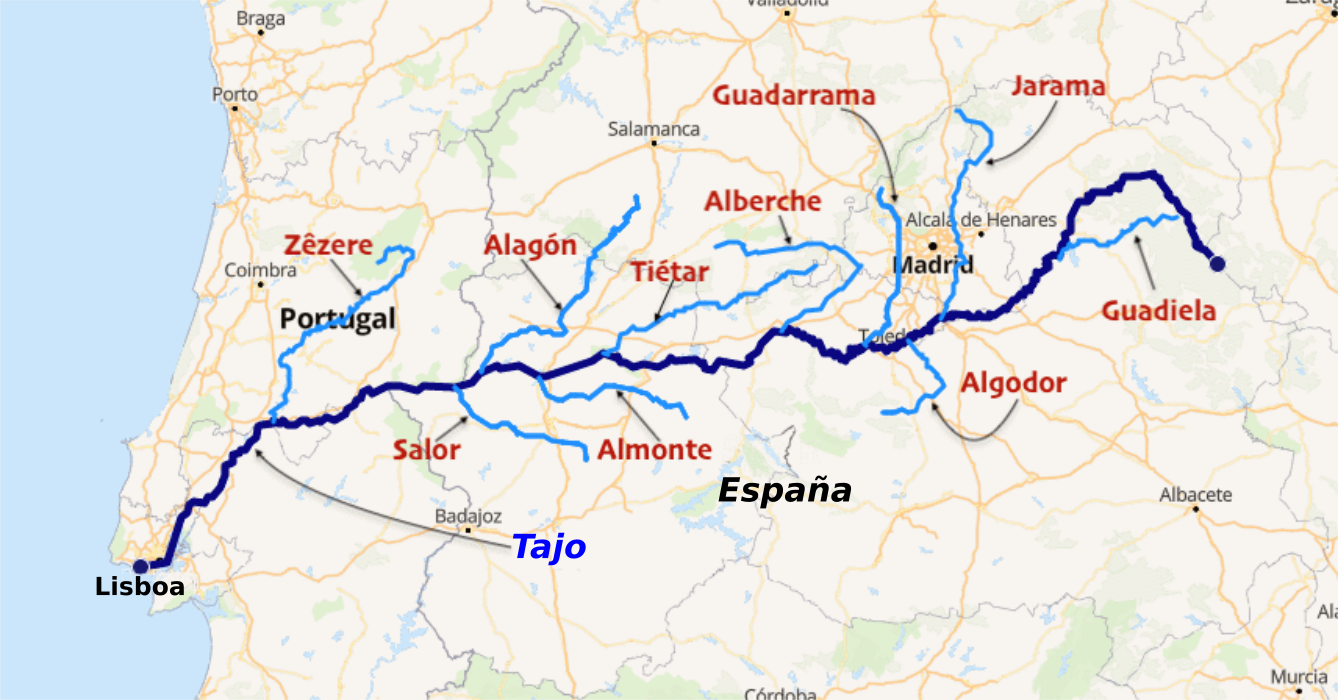
Curso del Tajo y principales afluentes

Los afluentes del Tajo presentan un corto recorrido, comparativamente con los del Duero y Ebro, dada la proximidad a su cuenca de distintas formaciones montañosas. Se ven afectados por un fuerte estiaje e, incluso, llegan a secarse durante el verano, caso de algunos de sus tributarios por la izquierda. Los más importantes desembocan en el Tajo por la derecha, procedentes del sistema Central. Se contabilizan alrededor de 9600 km de cauces en toda la cuenca.

### Afluentes por la derecha

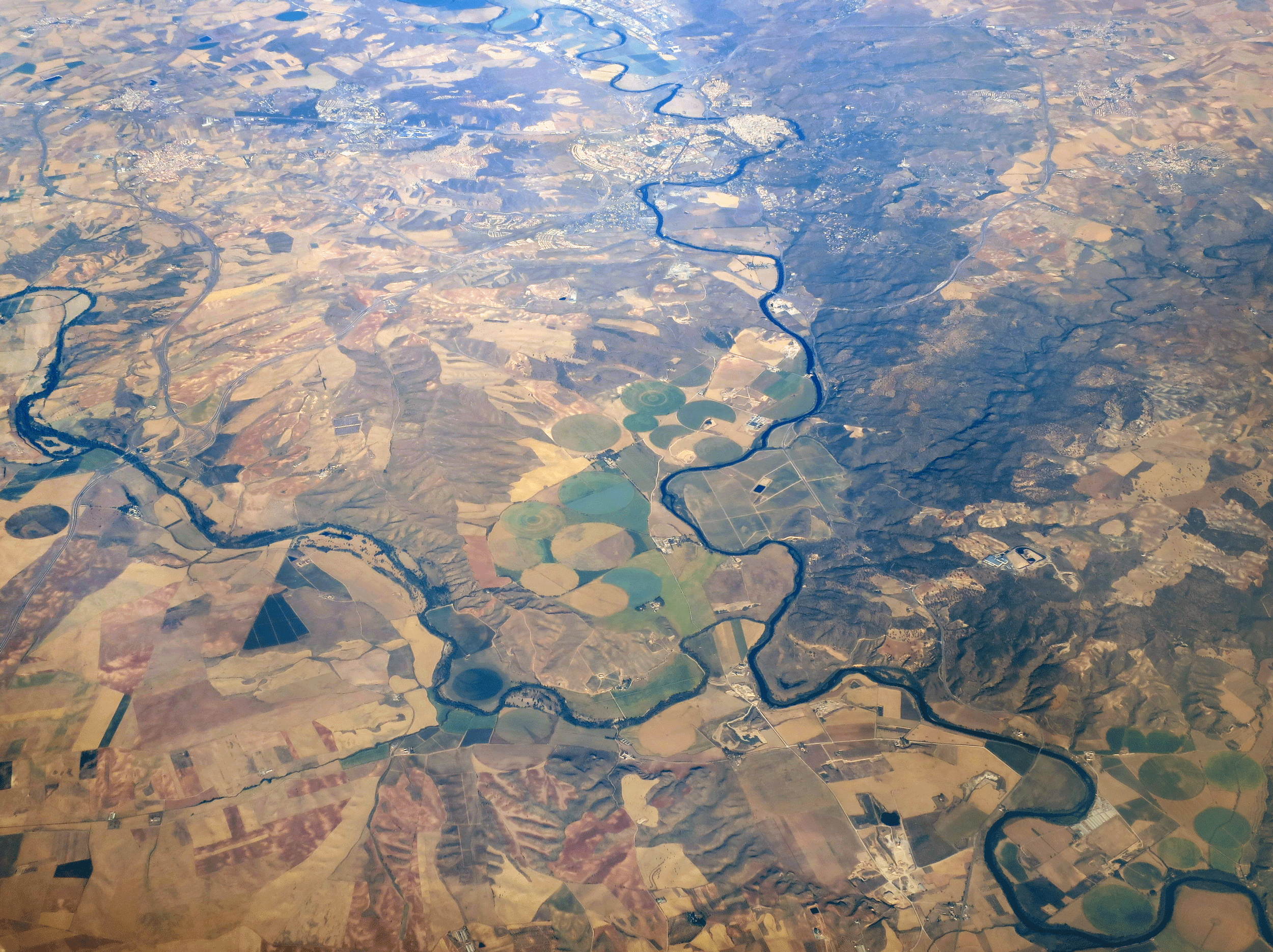
Confluencia de los ríos Guadarrama (izquierda) y Tajo

- Río Gallo. Nace en los Montes Universales, a los pies del Pico Caimodorro, en Orihuela del Tremedal (Teruel), a escasos 25 kilómetros del nacimiento del río Tajo, en la sierra de Albarracín, pero discurre por distintas vertientes, y tras 89,9 kilómetros de cauce, el Gallo desemboca en el Tajo en el paraje del Puente de San Pedro, dentro del término municipal de la localidad de Zaorejas en Guadalajara.
- Río Jarama. Se trata del principal afluente de la cuenca española, en términos de aportaciones de agua. Tiene una longitud de 190 km y un caudal medio de 16-20 m³ por segundo. Nace en la sierra de Ayllón, en la confluencia de las provincias de Guadalajara, Madrid y Segovia. Atraviesa la Comunidad de Madrid, donde recoge a los ríos Lozoya, Manzanares, Guadalix, Henares y Tajuña, además de la mayor parte de las aguas residuales del área metropolitana madrileña. Desemboca en el Tajo cerca de Aranjuez.
- Río Guadarrama. Tiene su origen en la montaña de Siete Picos, en la sierra de Guadarrama. Recorre cerca de 132 km por las provincias de Madrid y Toledo. Su principal afluente es el Aulencia. En él se vierten las aguas residuales de algunos municipios del área metropolitana de Madrid, caso de Móstoles, Majadahonda y Las Rozas de Madrid. Desemboca en el Tajo en las cercanías de Albarreal de Tajo.
- Río Alberche. Procede de la sierra de Gredos y discurre por las provincias de Ávila, Madrid y Toledo, a lo largo de 177 km. Tiene un caudal medio de 14,7 m³ por segundo. Sus afluentes más relevantes son el Cofio y el Perales.[25] Tributa en el Tajo en el término municipal de Talavera de la Reina, aunque sus aguas llegan más al sur (hasta Calera y Chozas) mediante el Canal Bajo del Alberche
- Río Tiétar. Se origina en la sierra de Gredos y surca las provincias de Ávila, Toledo y Cáceres, donde atraviesa la comarca de La Vera. Forma el embalse de Torrejón-Tiétar antes de su desembocadura sobre la cola del embalse de Alcántara, por debajo del embalse de Torrejón-Tajo. En caso de llenarse dicho embalse de Alcántara a una cota de 218 m sobre el nivel del mar, el Tajo invade el último tramo del Tiétar igualando casi la cota del embalse del Tiétar a 220 m. Tiene una longitud de 150 km.
- Río Alagón. Nace en la sierra de Herreros, en la provincia de Salamanca. Se adentra después en Cáceres y vierte en el Tajo, en el embalse de Alcántara. Es el afluente más largo de toda la cuenca española del Tajo, con 205 km. El Arrago y el Jerte confluyen en este río.
- Río Cécere. Sus 242 km lo convierten en el tributario de mayor longitud del Tajo y en el segundo río más importante de Portugal, entre los que nacen y desembocan netamente en este país. Procede de la sierra de la Estrella y tributa en el Tajo, cerca de Constância. Entre sus afluentes, figuran el Cabril y el Nabao. En su curso bajo, forma un complejo sistema de embalses.

### Afluentes por la izquierda

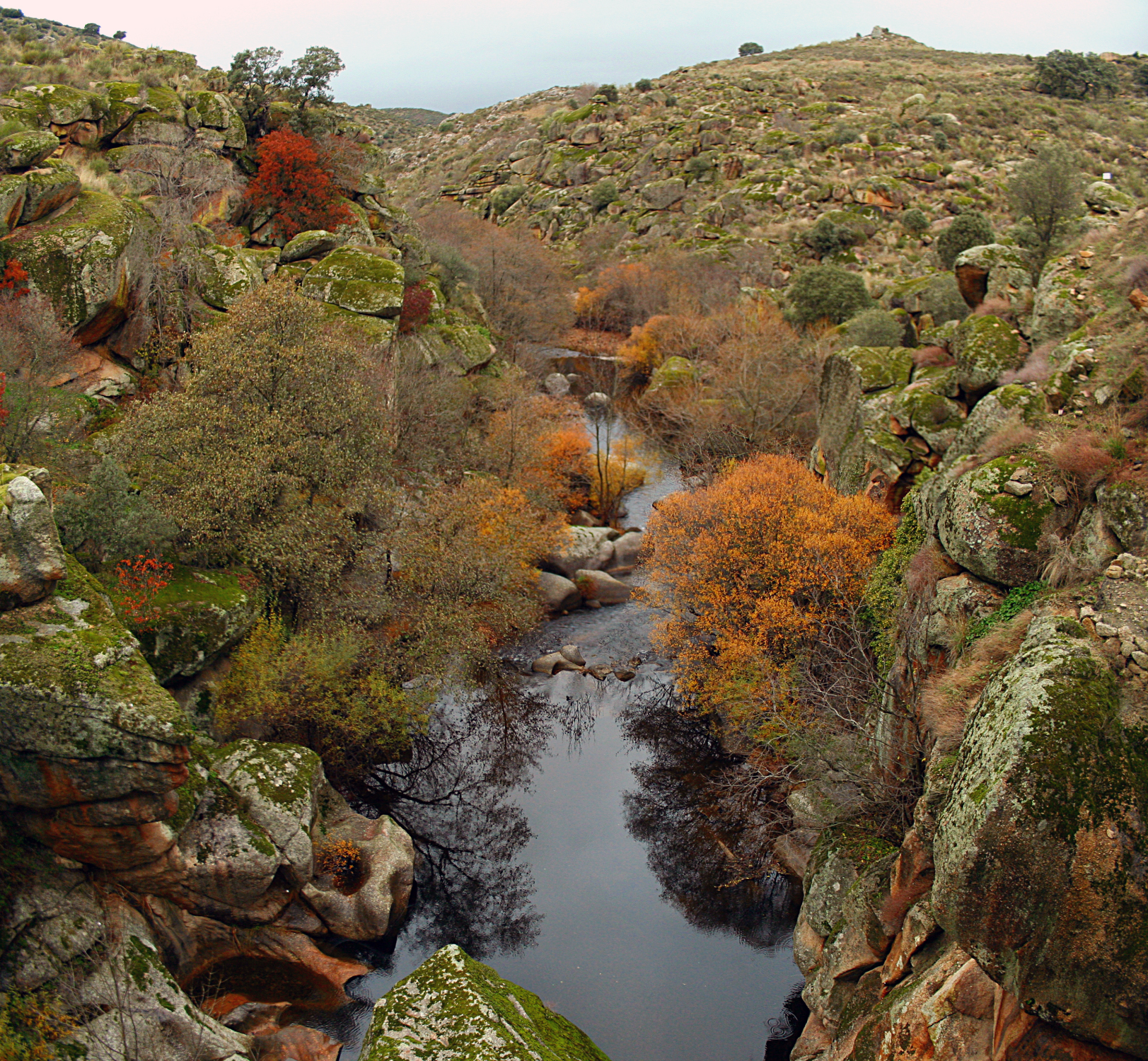
Río Ibor a su paso por la localidad cacereña de Bohonal de Ibor

- Río Guadiela. Este río nace en la Serranía de Cuenca, en la provincia homónima. Entra después en Guadalajara, donde forma el embalse de Buendía antes de desembocar en el Tajo. Tiene 115 km de recorrido.
- Río Algodor. Recoge las aguas de los montes de Toledo, donde nace, y de los numerosos arroyos que vierten a lo largo de su curso. Recorre 95 km, en su mayor parte por la provincia de Toledo, si bien pasa también por la de Madrid, donde desemboca en el término de Aranjuez.
- Río Huso. Discurre por la provincia de Toledo. Nace en la sierra de Altamira la cual pertenece a los Montes de Toledo. Después de recorrer unos 50 km por tierras de la comarca de la Jara desemboca en el Tajo a la altura del embalse de Azután.
- Río Ibor. Discurre íntegramente por la provincia de Cáceres. Nace en la sierra de Guadalupe, en Las Villuercas y, después de recorrer unos 60 km, confluye en el embalse de Valdecañas.
- Río Almonte. Al igual que el río anterior, procede de Las Villuercas. Atraviesa la provincia de Cáceres, a lo largo de 97 km. Vierte en el embalse de Alcántara.
- Río Salor. De 120 km de longitud, discurre por la provincia de Cáceres, desde la sierra de Montánchez hasta su unión con el Tajo, cerca de Alcántara.

## Régimen hidrológico
El régimen hidrológico del Tajo queda determinado por las variaciones pluvio-nivales propias de la región central de la península ibérica, especialmente en referencia a las formaciones montañosas aquí integradas. Las grandes avenidas del río suelen producirse desde enero a abril, con máximo absoluto en marzo —cuando tiene lugar el deshielo—, mientras que los caudales más bajos se dan entre julio y octubre, con mínimo en el mes de septiembre.
Todo ello condiciona un curso muy irregular, con fuertes oscilaciones de caudal. A su paso por Alcántara (Cáceres), éstas van desde los 350 m³/s de los meses de febrero y marzo hasta los 11 m³/s de agosto y septiembre.
Este régimen se ha visto alterado en la segunda mitad del siglo XX como consecuencia de la construcción de diferentes obras de ingeniería, dirigidas a regular su cuenca para cinco usos principales: abastecimiento de agua potable, regadío, derivación de aguas hacia una cuenca externa (la del Segura), producción de energía eléctrica y refrigeración de centrales nucleares.

### Cabecera

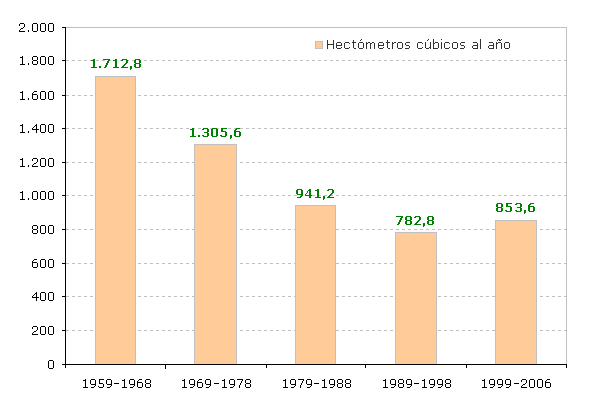
Evolución de las aportaciones en la cabecera del río, entre su nacimiento y el embalse de Buendía. Datos de la Confederación Hidrográfica del Tajo

El trasvase Tajo-Segura es una de las infraestructuras que más han contribuido a modificar el régimen hidrológico del Tajo. Se encuentra regulado a través de los embalses de Entrepeñas, Buendía y Bolarque, que derivan las aguas almacenadas en ellos, bien hacia el Tajo, o bien hacia la cuenca del Segura a través del trasvase. Aquí son utilizadas para riego de cultivos y abastecimiento de agua potable. La normativa dicta que los volúmenes a detraer dependen del volumen almacenado en Entrepeñas y Buendía mes a mes, en concreto 60 hm³/mes en nivel 1, 38 hm³/mes en nivel 2, entre 0 y 20 hm³/mes en nivel 3 y 0 en nivel 4 (Real Decreto 773/2014, de 12 de septiembre).

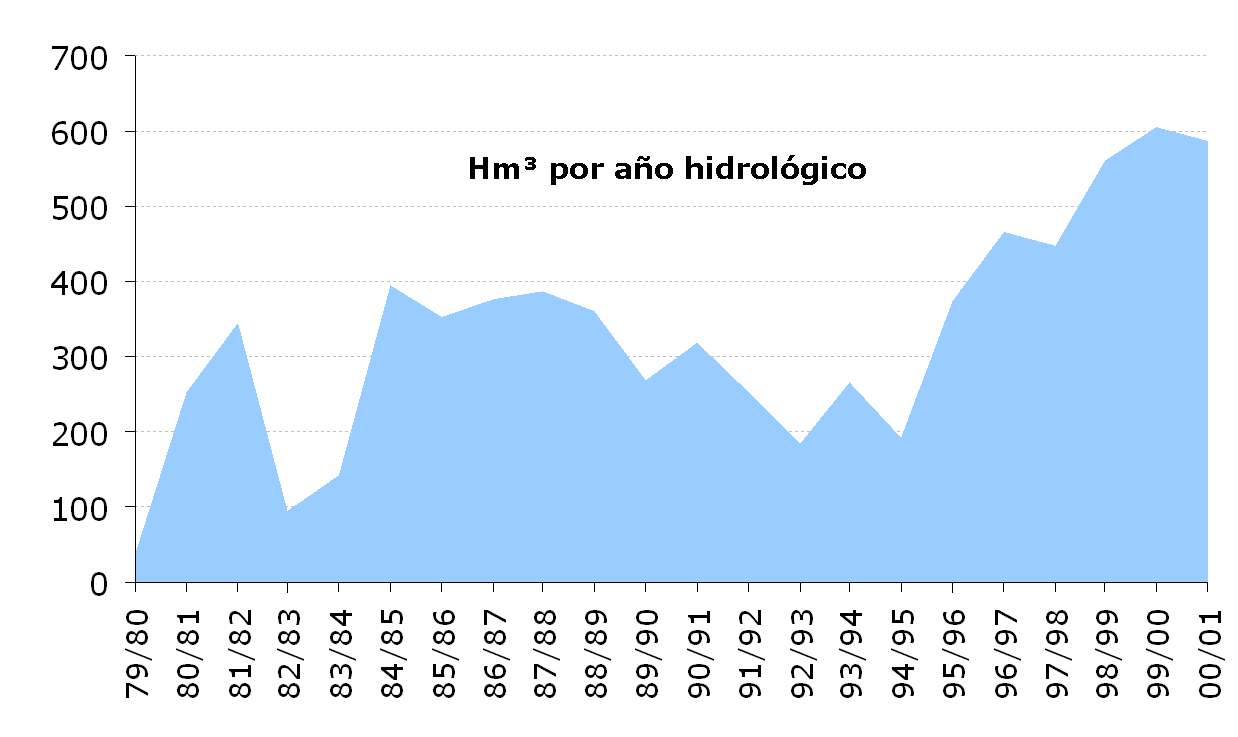
Volúmenes cedidos anualmente por el Trasvase Tajo-Segura, entre los años hidrológicos 1979/80 y 2000/01, según datos de la Confederación Hidrográfica del Tajo

En el año hidrológico 2005/06, los embalses de Entrepeñas y Buendía desplazaron hacia el río Segura 253 hm³, superior al agua vertida al propio cauce del Tajo (247,7 hm³). En 1979/80, recién inaugurado el trasvase, la contribución se cifró en 36 hm³.

### Tramo entre Buendía y Talavera de la Reina

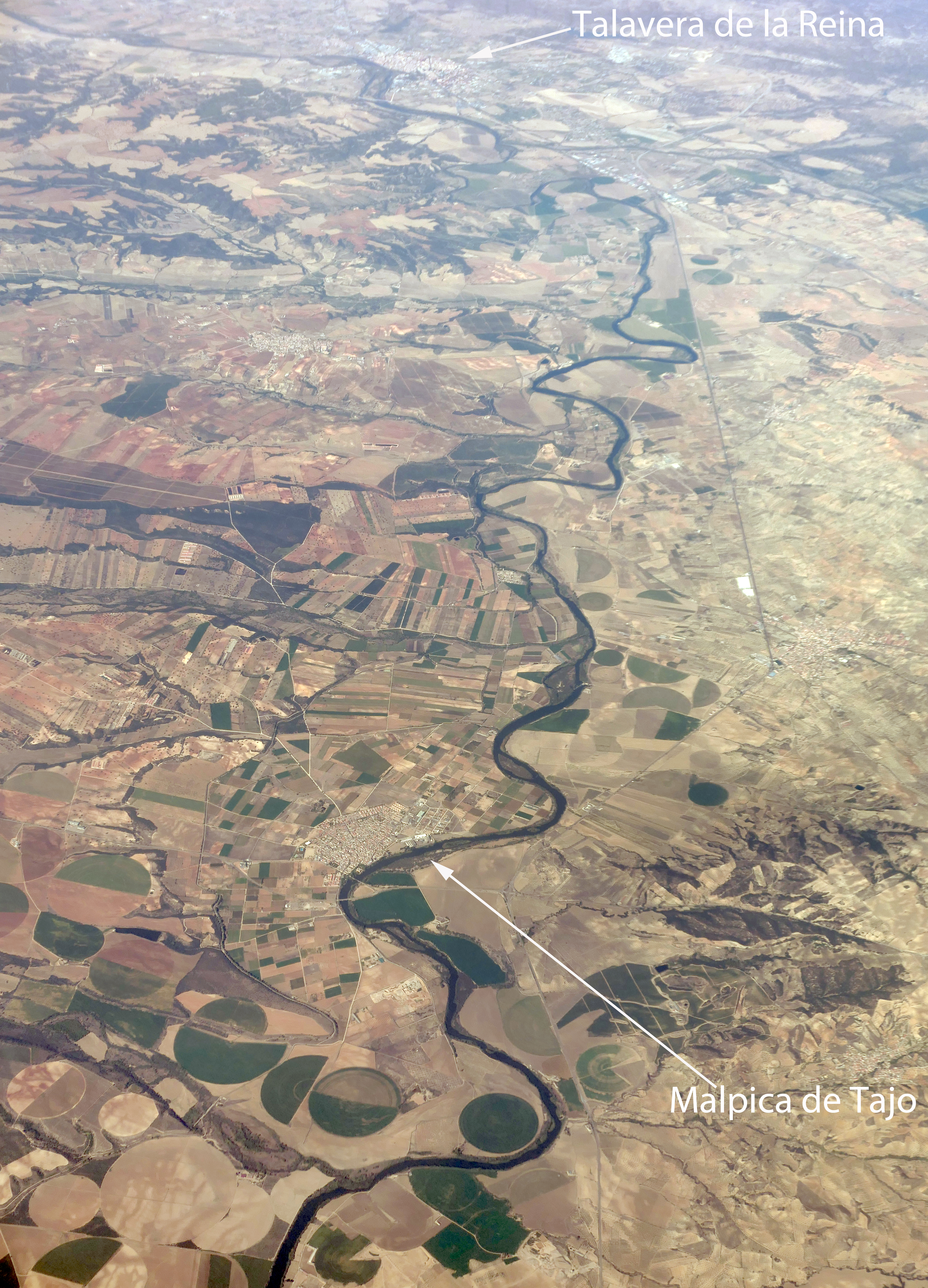
Tramo entre Malpica de Tajo y Talavera de la Reina

Una vez salvada la presa de Buendía, las posibilidades de recuperar el caudal aportado al Segura son muy limitadas. Hasta Aranjuez, no hay afluentes de importancia, a lo que se añade la escasa pluviometría que presenta la zona suroriental de Guadalajara y suroccidental de Madrid (entre 400 y 500 mm/año). Las vegas situadas en el entorno del río, que se nutren de sus aguas, inciden aún más en la pérdida de caudal.
Cuando el Tajo llega a Aranjuez, su aportación es muchas veces inferior a los 6 m³ por segundo, mínimo establecido por la normativa que regula el trasvase Tajo-Segura, conocido como «caudal ecológico». Antes de la inauguración del trasvase en 1979, el río llevaba en este punto un volumen de agua de 30 m³/s.
El Tajo se recobra parcialmente de las contribuciones realizadas al Segura cuando confluye con el Jarama, que desemboca en el citado municipio madrileño. Esta corriente tributa con un caudal medio de unos 16-20 m³/s, esto es, tres veces más que el que lleva el propio Tajo.
Las aportaciones de los siguientes afluentes (Algodor, Guadarrama y Alberche) tampoco consiguen recuperar plenamente el caudal cedido al Segura. A la altura de Talavera de la Reina, el río continúa llevando un volumen de agua muy inferior al que presentaba antes de la puesta en marcha del trasvase Tajo-Segura. Según datos de la Confederación Hidrográfica del Tajo, su caudal ha disminuido un 40,2 % entre 1972 y 2005, a su paso por la ciudad talaverana.

### Presas del curso medio-bajo
Los embalses construidos sobre su curso constituyen, asimismo, otro factor de alteración del régimen hidrológico, dada la intensa regulación a la que es sometido su caudal. El apresamiento del río es especialmente visible en el tramo que va desde Talavera de la Reina hasta la frontera entre España y Portugal, de aproximadamente 300 km. En esta parte, el río discurre a través de una sucesión de presas (Azután, Valdecañas, Torrejón-Tajo, Alcántara y Cedillo), que se van conectando unas con otras. Únicamente en el trayecto comprendido entre Azután y Valdecañas, el Tajo discurre sin estar retenido.

### Datos oficiales de caudal
La Confederación Hidrográfica del Tajo, organismo que regula la cuenca española, hace un seguimiento del caudal del río, a partir de datos recogidos en diferentes estaciones de aforo desde la década de los setenta.
A continuación se detallan los caudales medios del Tajo, registrados en puntos significativos de su curso alto y medio-alto, ordenados de aguas arriba a aguas abajo:
- Peralejos de las Truchas (Guadalajara): 4,98 m³/s
- Trillo (Guadalajara): 18,76 m³/s
- Aranjuez (Madrid): 33,32 m³/s
- Toledo: 43,30 m³/s

## Valores ambientales
Las riberas y zonas de influencia del Tajo reúnen una relevante flora y fauna, representativas de la región central de la península ibérica. El fuerte grado de despoblamiento que presentan algunas zonas integradas en su cuenca, como su curso alto y medio-bajo, han permitido preservar parajes de gran interés ecológico. Algunos de ellos han sido protegidos legalmente, caso del parque natural del Alto Tajo (Guadalajara y Cuenca), del parque nacional de Monfragüe (Cáceres) y de la reserva natural del Estuario del Tajo, cerca de Lisboa. Alrededor del curso del río habitan cuatro especies animales en peligro de extinción: el lince ibérico, el águila imperial ibérica, la cigüeña negra y el buitre negro.

### Flora

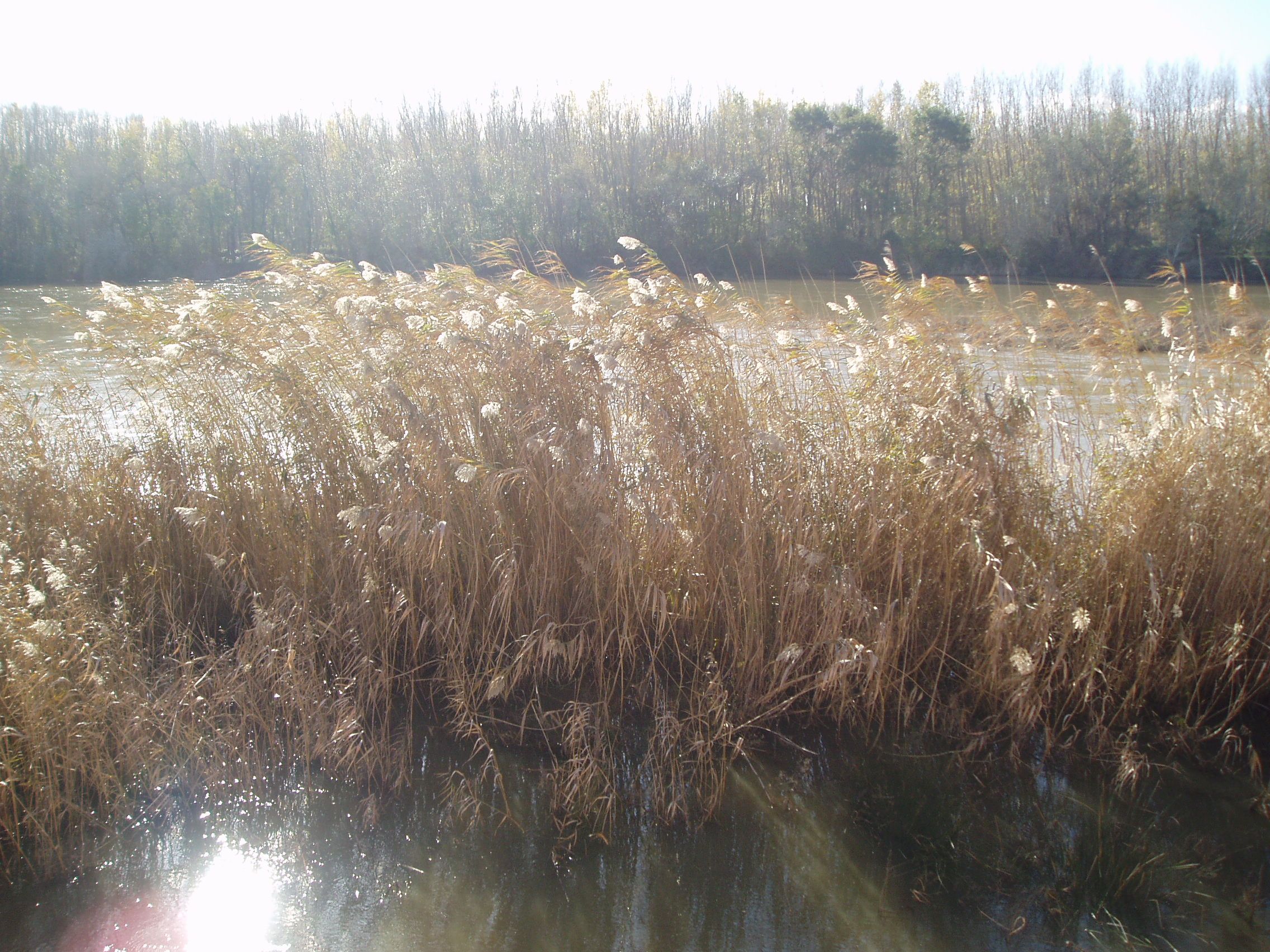
Cañaverales cerca de Talavera

La cuenca hidrográfica del Tajo posee una gran variedad de ambientes climáticos, consecuencia de su ubicación en las zonas de influencia de las regiones bioclimáticas eurosiberiana y mediterránea. La presencia de varias unidades geomorfológicas a lo largo del curso del río también contribuye a la citada diversidad de ecosistemas, así como los diferentes rangos altitudinales. Los desfiladeros, las hoces y los cortados definen el paisaje de los primeros tramos del Tajo. Aquí abundan especies vegetales resistentes a los bruscos cambios de temperatura de la zona, caso del pino, que puebla los lugares más escarpados del curso alto.
Conforme se pierde en altitud, aparecen las encinas, que se intercalan, en las laderas de solana, con grupos de enebro, sabina y boj. Las partes umbrías están integradas por quejigos, que se acompañan, en el sotobosque, de agracejos y guillomos. Las parameras constituyen otra unidad geomorfológica del curso alto del río. La degradación floral es la nota dominante en la mayor parte de las mismas, debido a la intensa explotación ganadera. Los antiguos sabinares han sido sustituidos por arbustos, matorrales y plantas herbáceas, con el tomillo, el espliego, la retama, el escaramujo y las gramíneas como especies principales.

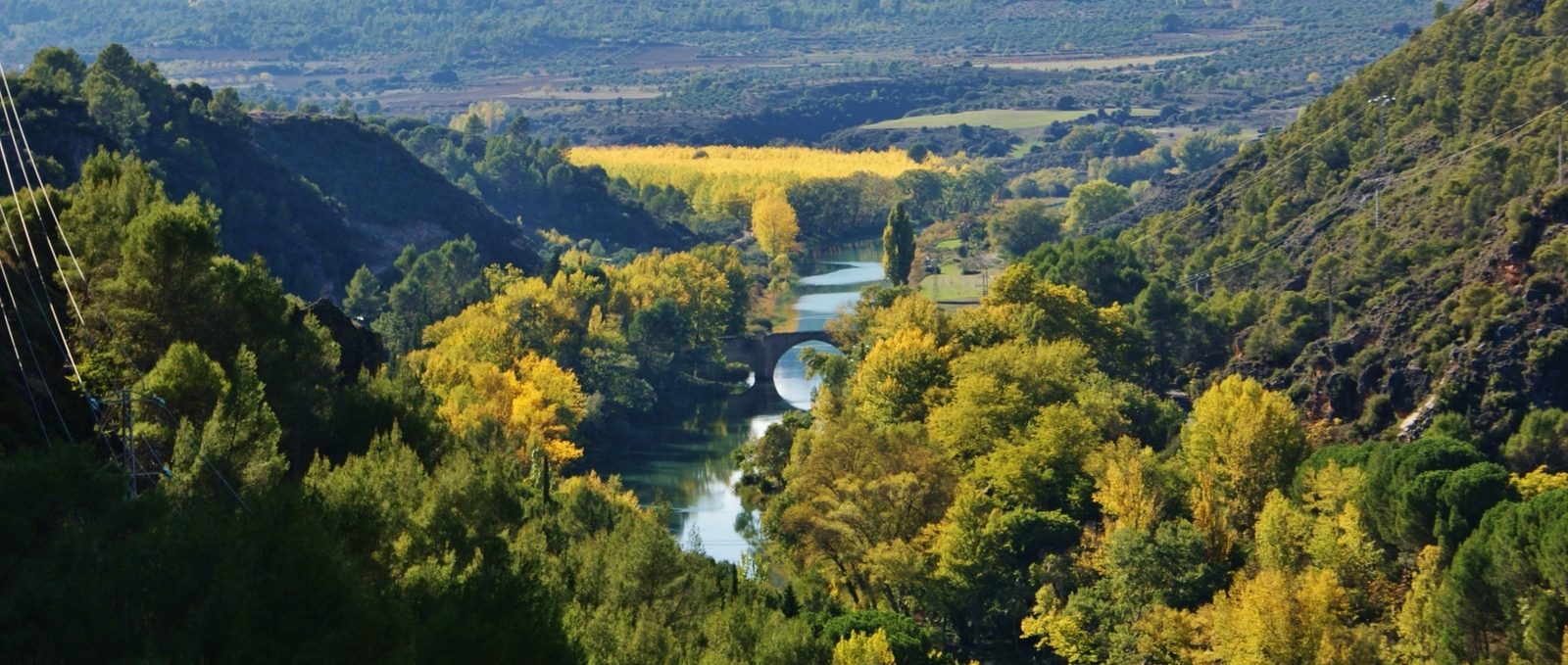
Bosque de ribera cerca de Auñón

En su curso medio-alto, las riberas del río están pobladas fundamentalmente por sauces y tarayes, tras los cuales se sitúan choperas y alamedas. Los cañaverales también hacen acto de presencia en sus márgenes, en remansos y encharcamientos, principalmente en la provincia de Toledo. A cierta distancia de las orillas, surgen fresnos y olmos, esta última especie en claro retroceso debido a la aparición de un hongo infeccioso que ha acabado con numerosos ejemplares.

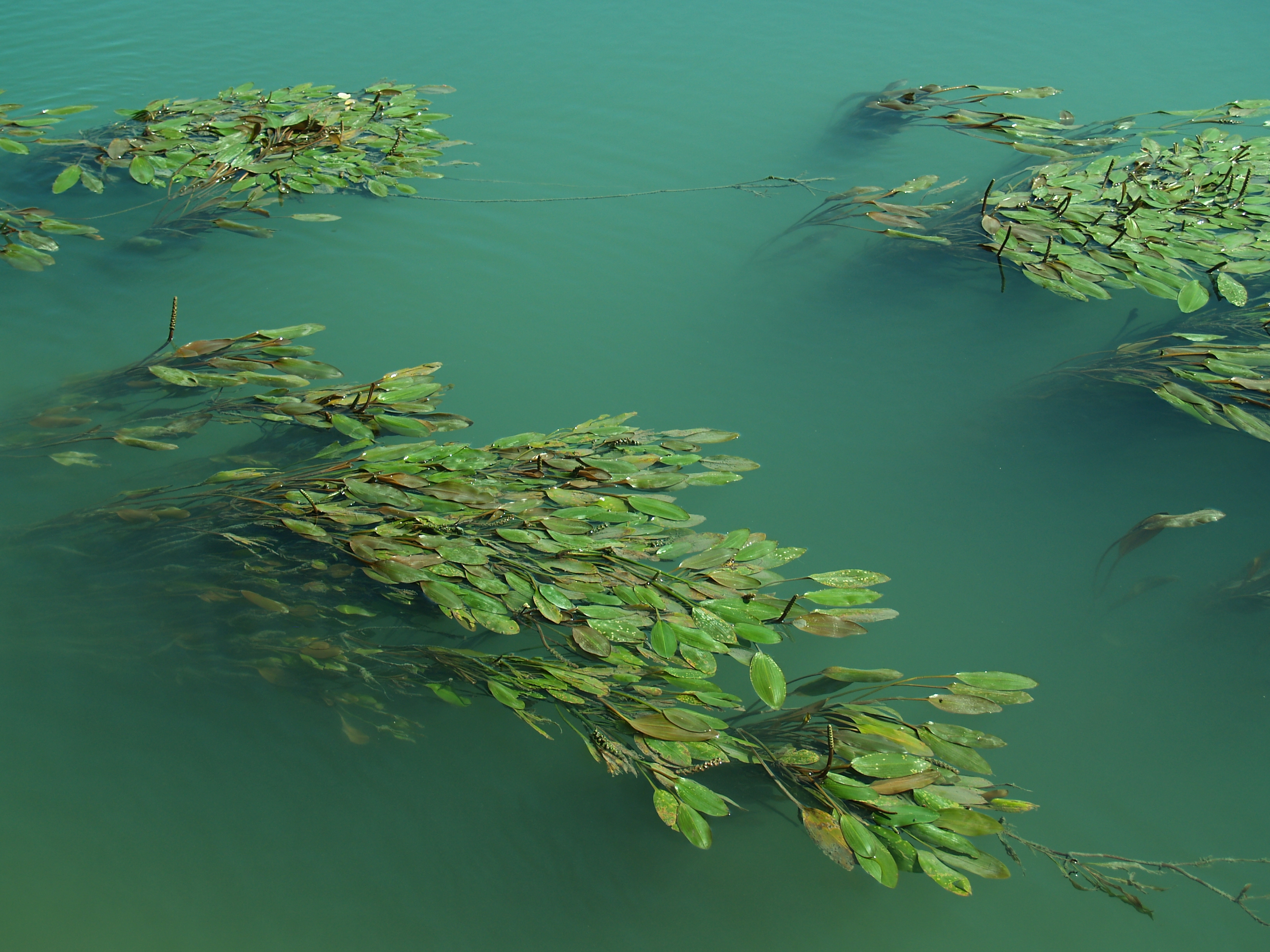
Vegetación acuática en el río

Las encinas, coscojas, enebros, torviscos y espinos se extienden en sus inmediaciones, si bien los usos agrícolas han ido alterando este paisaje, reduciendo las poblaciones de estas especies, a favor del matorral bajo y de las campiñas. Estas son frecuentes en la zona suroriental de Guadalajara, suroccidental de Madrid y septentrional de Toledo, provincia, esta última, donde se alternan con extensos regadíos y vegas.
La vegetación de ribera mejor conservada del curso medio-alto del Tajo se localiza en torno a los afluentes que llegan desde los montes de Toledo. En ríos como el Gévalo o el Pusa, perduran especies características de la región central ibérica, como el abedul endémico, el madroño y el cerezo loro. El curso medio-bajo también presenta un alto grado de conservación vegetal. Los montes mediterráneos, densos y adehesados, del parque nacional de Monfragüe se encuentran entre los más relevantes de la península ibérica. En las zonas de solana, predominan la encina y el acebuche; y, en las de umbría, el alcornoque, el quejigo, el madroño, el brezal y la cornicabra.
Esta vegetación se prolonga aguas abajo, hacia Alcántara y en el primer tramo del río por tierras portuguesas, a su paso por la región de Alentejo. A medida que el Tajo se acerca a su desembocadura, pasando por áreas cada vez más pobladas, el nivel de conservación de la flora ribereña va disminuyendo. La excepción se sitúa en la reserva natural del Estuario del Tajo, que preserva ecosistemas de zonas húmedas de gran interés ecológico.

### Fauna

#### Aves

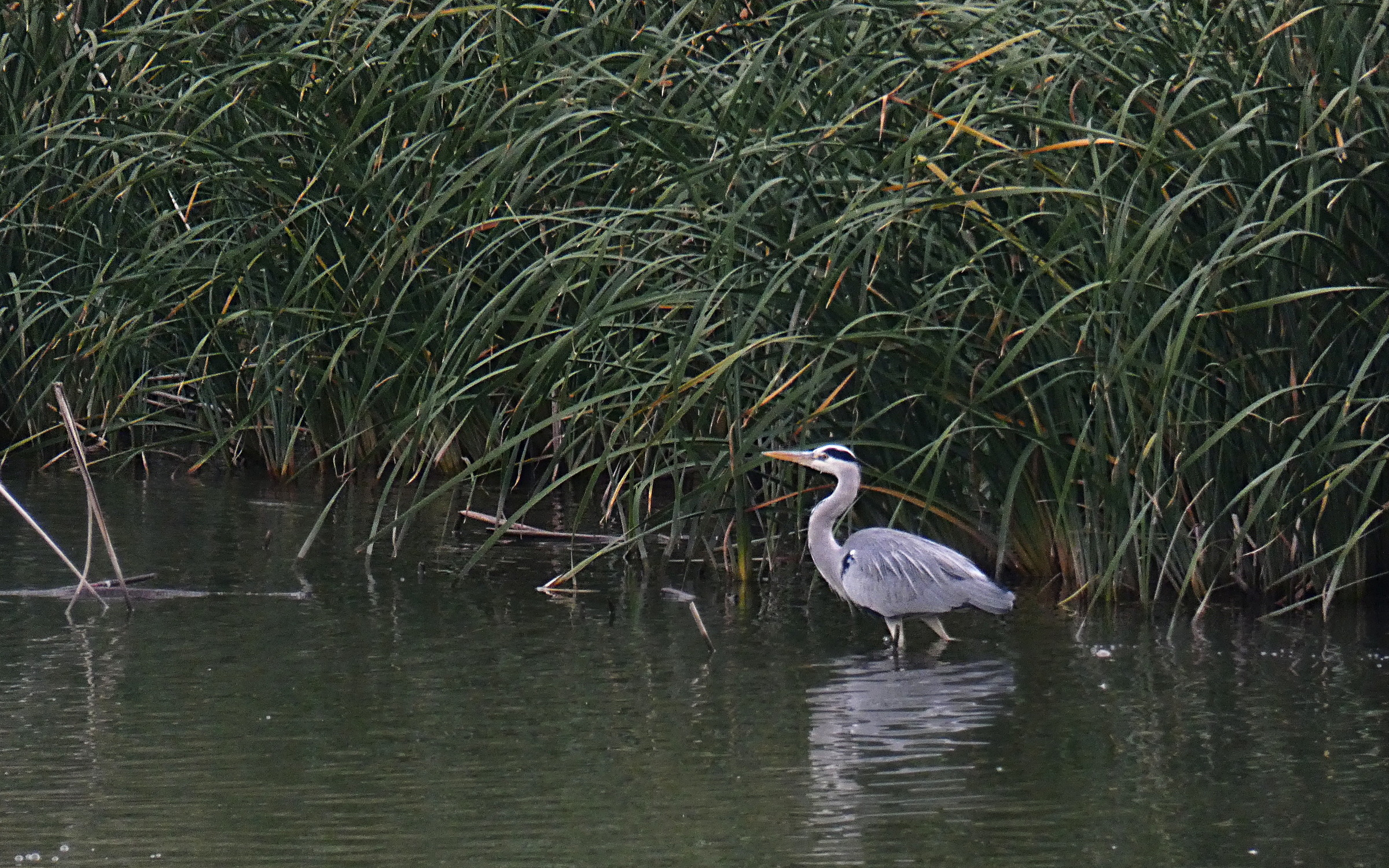
Garza real en orilla

Las garzas tienen en las riberas del Tajo una de las más importantes poblaciones de la península ibérica. Utilizan sus carrizales y espadañas como dormideros y lugares de nidificación, así como las copas de algunos árboles de ribera, caso del sauce, el chopo y el olmo. Especialmente significativas son las colonias de garcillas bueyeras, las más numerosas de España, y de garceta común, que se concentran en las inmediaciones de Malpica de Tajo y del embalse de Azután, ambos enclaves pertenecientes a la provincia de Toledo. El martinete también se refugia en la cuenca española y portuguesa del río, junto con el avetoro, el avetorillo y la garza imperial. Menos destacadas son las poblaciones de garcilla cangrejera y garza real, que aparecen muy localizadas en la provincia de Toledo.
La cigüeña blanca y la cigüeña negra —especie, esta última, de la que apenas habitan unas 350 parejas reproductoras en España— también nidifican en su cuenca. Algunos de los afluentes y subafluentes del río (el Tiétar, el Alberche o el Cofio) reúnen interesantes colonias de cigüeña negra, junto con el propio Tajo, principalmente en las áreas protegidas del parque nacional de Monfragüe (Cáceres).
Con respecto a las zancudas de gran tamaño, se han contabilizado alrededor de 20 000 ejemplares de grulla común en la cuenca del Tajo, con los embalses cacereños de Valdecañas y Alcántara como hábitats principales. El estuario del Tajo, por su parte, llega a albergar unos 6000 flamencos. Anátidas como el ánade real, la focha común o la polla de agua completan el capítulo de aves acuáticas que habitan en las riberas y embalses del río. A ellas se unen rapaces y aves de rapiña como el elanio azul, el buitre leonado, el alimoche, el águila real, el águila culebrera, el águila perdicera, el águila calzada, el águila pescadora, el halcón peregrino, el búho real, el cárabo, la lechuza o el cernícalo primilla, que utilizan los taludes rocosos del Tajo como hábitat, así como su vegetación circundante.
El embalse de Valdecañas y el parque nacional de Monfragüe dan cobijo al águila imperial ibérica, considerada una de las siete aves más amenazadas del mundo. Monfragüe, además, integra la mayor colonia de Europa Occidental de buitre negro —especialmente visibles en el paraje conocido como Salto del Gitano, farallón rocoso cortado a pico sobre el mismo río—, junto con otras áreas próximas a su enclave. Se estima que, en todo el mundo, viven unas 1600 parejas reproductoras de esta última especie avícola. Entre las aves de pequeño tamaño, destacan el pájaro carpintero, la oropéndola, la curruca, el ruiseñor común, el abejaruco y el martín pescador.

#### Mamíferos

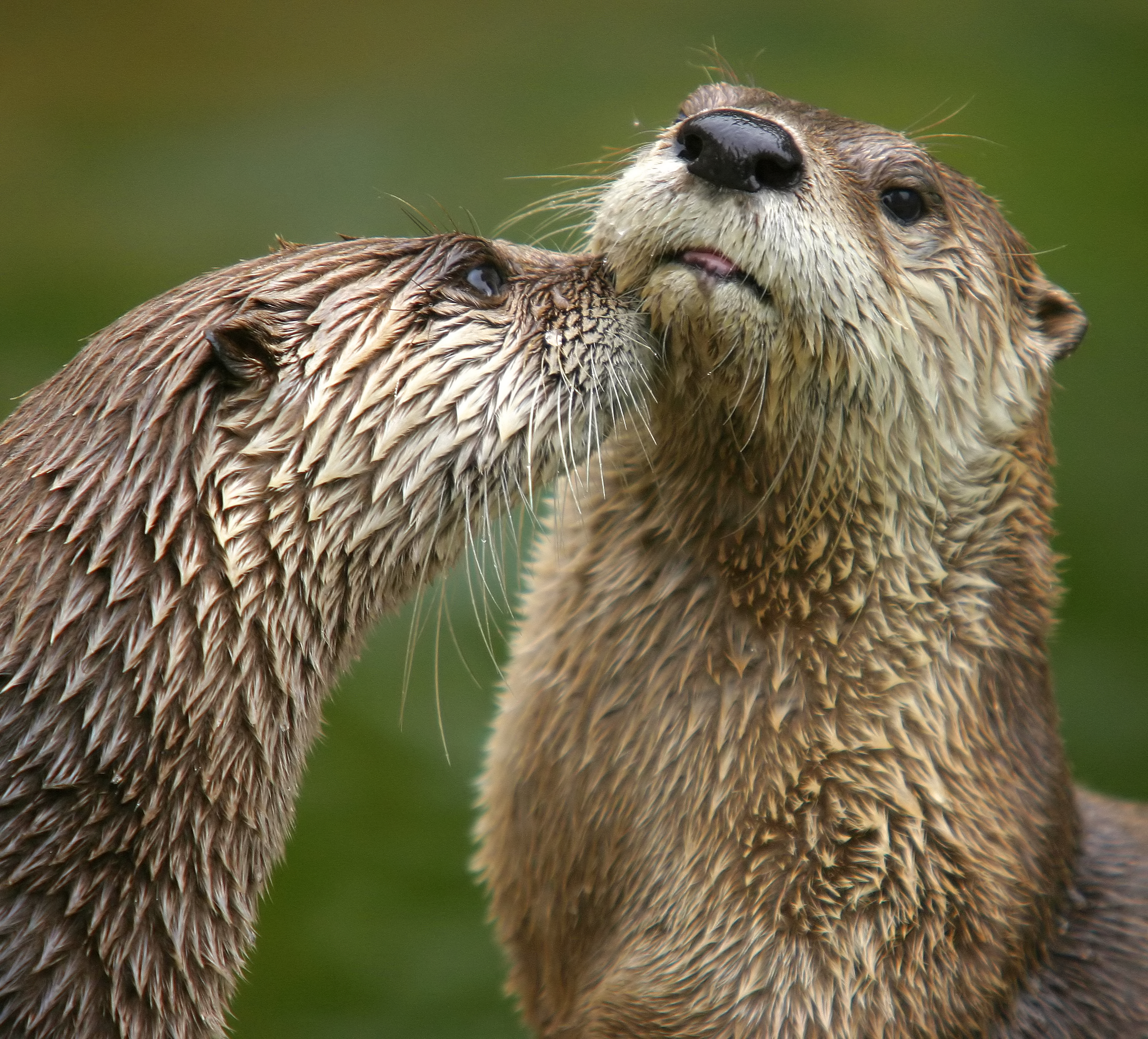
Todavía es posible encontrar nutrias en el curso del Tajo, así como en algunos de sus afluentes

Entre los mamíferos que habitan en el entorno del Tajo, destaca especialmente el lince ibérico. Este felino, considerado el más amenazado del planeta, con una población mundial de poco más de 200 ejemplares, se localiza en algunas áreas del parque nacional de Monfragüe, así como en la zona fronteriza entre España y Portugal.
El lobo ibérico, en el pasado muy abundante en las zonas de influencia del río, visita ocasionalmente sus riberas, procedente de parajes próximos, caso de la sierra de San Pedro, en la provincia de Cáceres. La nutria, el mamífero de hábitat acuático más representativo de la fauna ibérica, aparece en los afluentes menos contaminados del río, como el Alberche y el Tiétar. Pero también en el propio Tajo, a la altura de Aranjuez, en los carrizales y sotos de sus riberas.
Además de estas tres especies, el río sirve de corredor biológico a diferentes poblaciones de gato montés, musgaño, rata de agua, turón e, incluso, visón americano, especie exógena introducida involuntariamente en la península ibérica desde ciertas granjas peleteras. El capítulo de los mamíferos se completa con el zorro, el jabalí, el venado o el tejón, que se refugian preferentemente en el parque natural del Alto Tajo. A ellos se añaden el conejo, la musaraña, el erizo y la garduña.

#### Reptiles, anfibios y peces

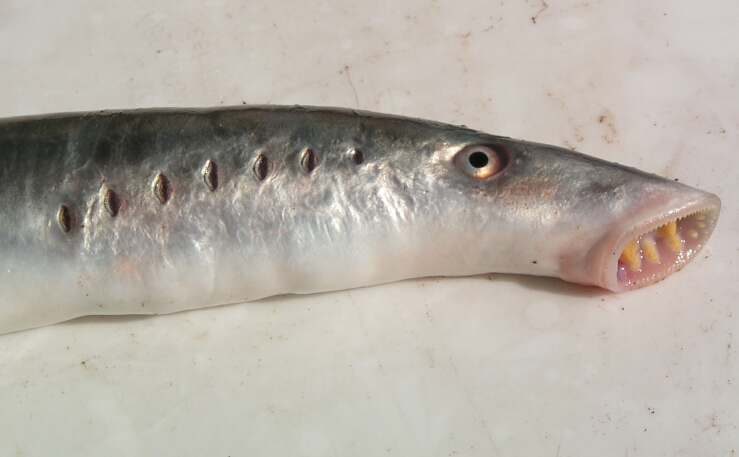
El tramo portugués del Tajo alberga las únicas poblaciones ibéricas de la lamprea de río

En cuanto a la herpetofauna, la cuenca del río integra especies reptiles como el lagarto ocelado, la culebra de escalera, la víbora hocicuda y la salamanquesa, además del lagarto verdinegro, si bien, este último, con una presencia testimonial. La rana común, la rana patilarga o ibérica, el gallipato y el tritón ibérico son los anfibios más característicos.
En referencia a la fauna piscícola, la cuenca del Tajo integra 14 de los 23 endemismos ibéricos. Los más representativos son la trucha y el barbo, que aparecen en el curso alto, y el lucio y la boga, principalmente en los tramos medios y bajos. Peces migradores, antaño muy numerosos, han desaparecido del tramo español del río, como consecuencia de la construcción, en la segunda mitad del siglo XX, de distintas presas a lo largo de su curso. Es el caso del sábalo y de la lamprea de río, especie, esta última, que tiene en el tramo portugués su único hábitat de la península ibérica. En cambio, sí que se encuentran poblaciones de anguilas en la parte española, concretamente en Extremadura. Se trata de grupos que han quedado aislados tras el levantamiento de la presa de Cedillo.

### Contaminación

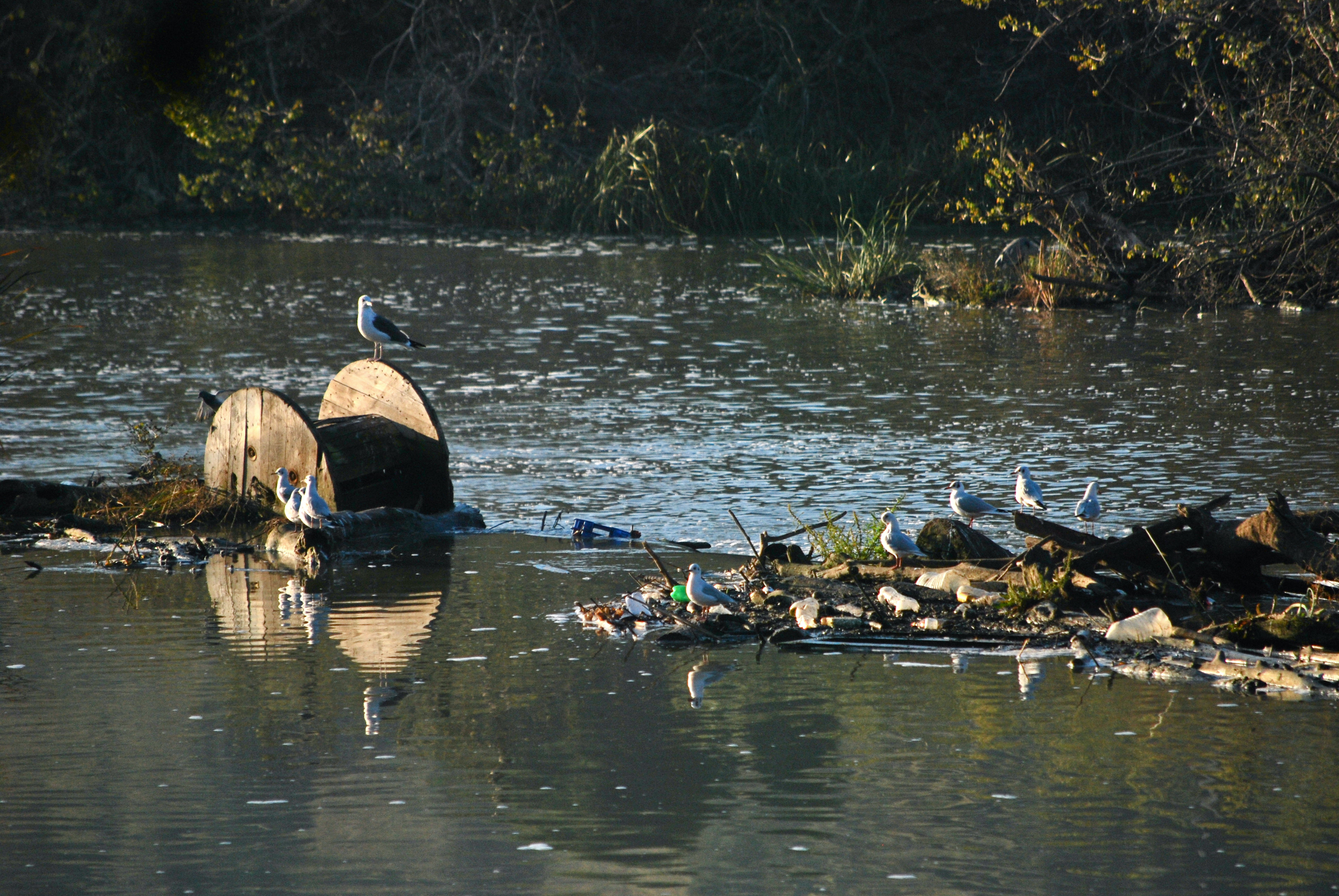
Residuos a la altura de Toledo

No existen datos rigurosos acerca del nivel de contaminación del Tajo y sus afluentes. La Confederación Hidrográfica del Tajo, organismo que regula el tramo español del río, reconoce que no dispone de información de impacto ambiental sobre el 95,11 % de las aguas superficiales. Solo ha podido evaluar la calidad del 2,17 % de las mismas, de acuerdo con los parámetros definidos por la directiva europea del Marco del Agua, que fija un plazo de cumplimiento hasta el año 2015.
Tampoco abunda la información sobre la calidad de las aguas subterráneas, si bien la propia Confederación estima que el 80 % presenta problemas de contaminación por nitratos. Los acuíferos más degradados se sitúan en Castilla-La Mancha, con niveles superiores a los 100 mg/l en Ocaña, en el valle del Tiétar y en la comarca de La Alcarria; así como en el eje Madrid-Talavera de la Reina, donde se superan los 50 mg/l.
En cambio, sí hay constancia de que varios tramos no cumplen con los objetivos marcados por el propio Plan Hidrológico del Tajo, que se circunscribe a la cuenca española. No son aptas para uso prepotable las aguas del Alberche, a la altura de Talavera de la Reina; del embalse de Cazalegas, formado por este último río; del Alagón, en la provincia de Cáceres; del Algodor, en la de Toledo; y del Henares, a su paso por el embalse de Beleña, en Guadalajara.
Los principales focos contaminantes de la cuenca son los siguientes:
- Aguas residuales urbanas. El área metropolitana de Madrid presenta insuficiencias en el tratamiento completo de sus vertidos, pese a contar con el mayor número de depuradoras de toda la cuenca. Aunque la puesta en marcha en 1995 del Plan de Saneamiento y Depuración de Aguas Residuales de la Comunidad de Madrid ha corregido gran parte de los problemas, los niveles de materia orgánica y nutrientes del curso medio y bajo del Jarama, desde su confluencia con el Henares hasta su desembocadura en el Tajo, continúan siendo altos. El deficiente estado de depuración de las aguas residuales ha provocado un excesivo nivel de eutrofización en al menos veintiún embalses de la cuenca, extremo que se hace especialmente visible en los pantanos de Alcántara y Arrocampo-Almaraz, ambos en la provincia de Cáceres.[42]
- Vertidos de origen industrial. Las industrias radicadas en el área metropolitana de Madrid y en el entorno de Guadalajara generan numerosos vertidos tóxicos, causantes de frecuentes mortandades de peces en varios tramos del Jarama y del Tajo, según denuncia Greenpeace.[43]
- Explotaciones agrícolas y ganaderas. Los malos usos agrícolas y ganaderos son causantes directos de la contaminación de las aguas subterráneas, que, como se ha citado, se encuentran afectadas en un 80 % por concentraciones elevadas de nitratos y también de fosfatos.

## Importancia histórica

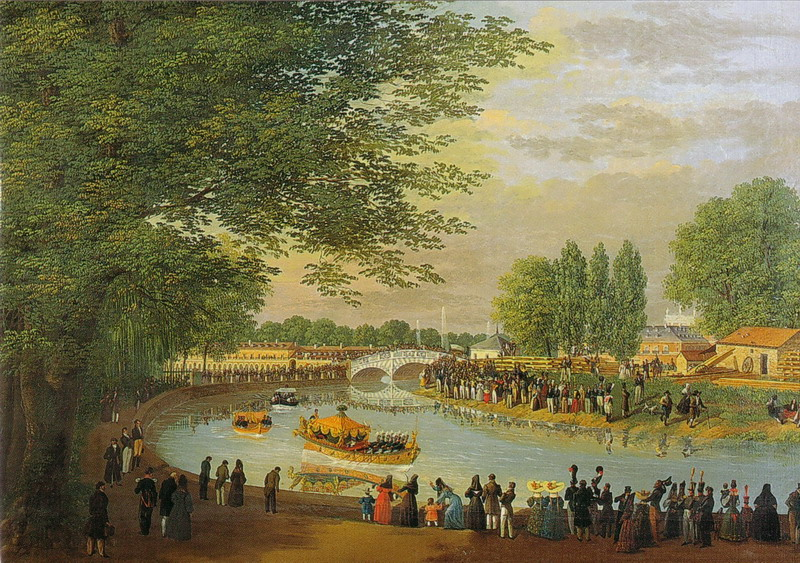
Vista del puente de barcas en Aranjuez (1830), en una pintura de Fernando Brambila

Además de su relevancia geográfica, el Tajo posee una gran importancia histórica, fruto de su vinculación con Toledo y Lisboa, dos de las ciudades de mayor peso y recorrido histórico de la península ibérica. La primera fue levantada sobre una colina de unos 100 m de altitud, alrededor del meandro conocido como Torno del Tajo, que la preservaba de posibles ataques e incursiones.
Similar función defensiva se observa en la desaparecida ciudad visigótica de Recópolis, que mandó construir el rey Leovigildo en el año 578. Su localización, en lo alto de un cerro, rodeada por el río, emula el modelo geoestratégico de Toledo. Se encuentra en el término municipal guadalajareño de Zorita de los Canes.
La relación de la ciudad de Lisboa con el Tajo no es tanto defensiva como socioeconómica. Situada en la margen derecha de su estuario, a los pies de un puerto natural de grandes dimensiones, el río contribuyó a su florecimiento comercial, cultural y urbanístico, convirtiéndola en uno de los núcleos de referencia del Atlántico norte.

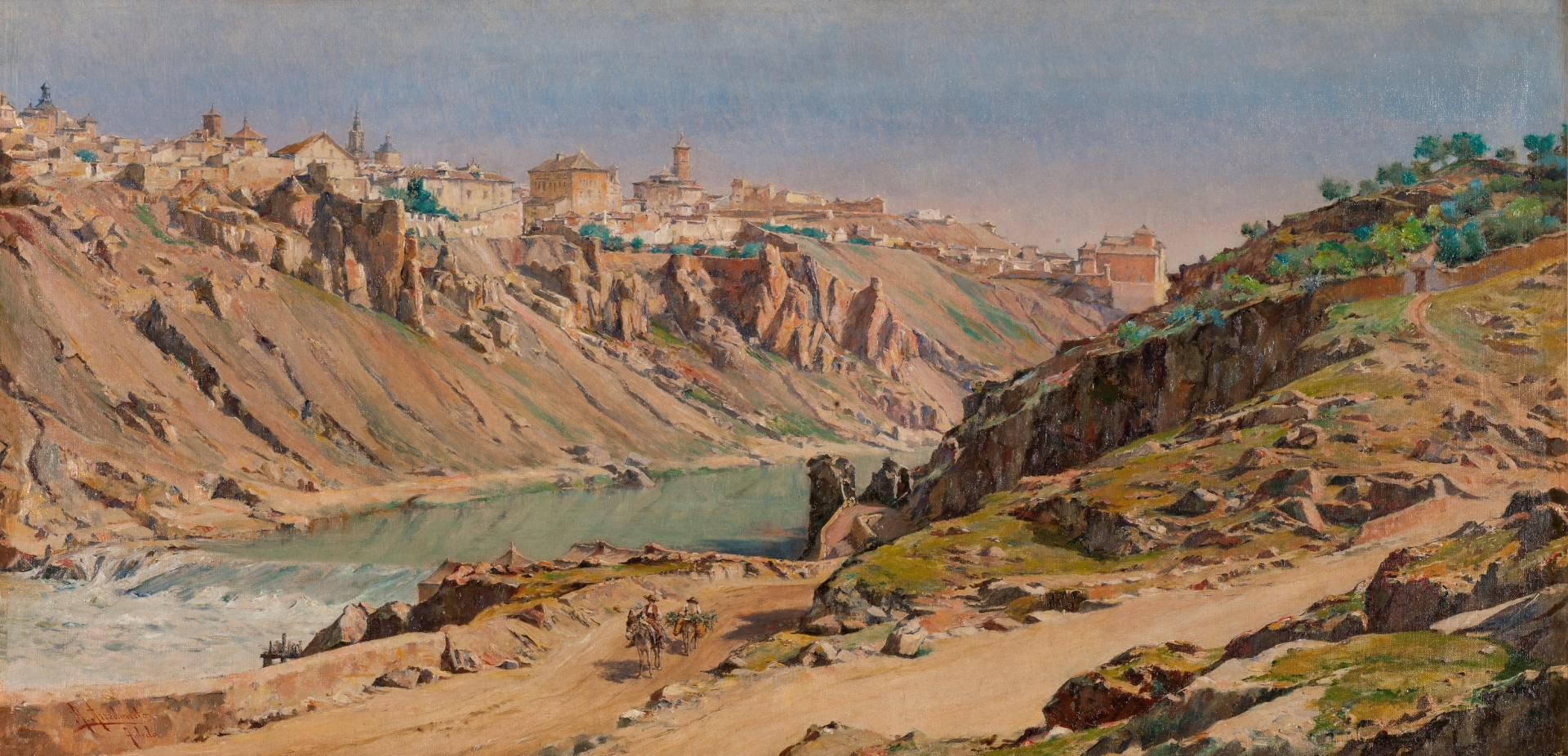
Vista de Toledo (c. 1900) de Ricardo Arredondo, con el río en primer plano

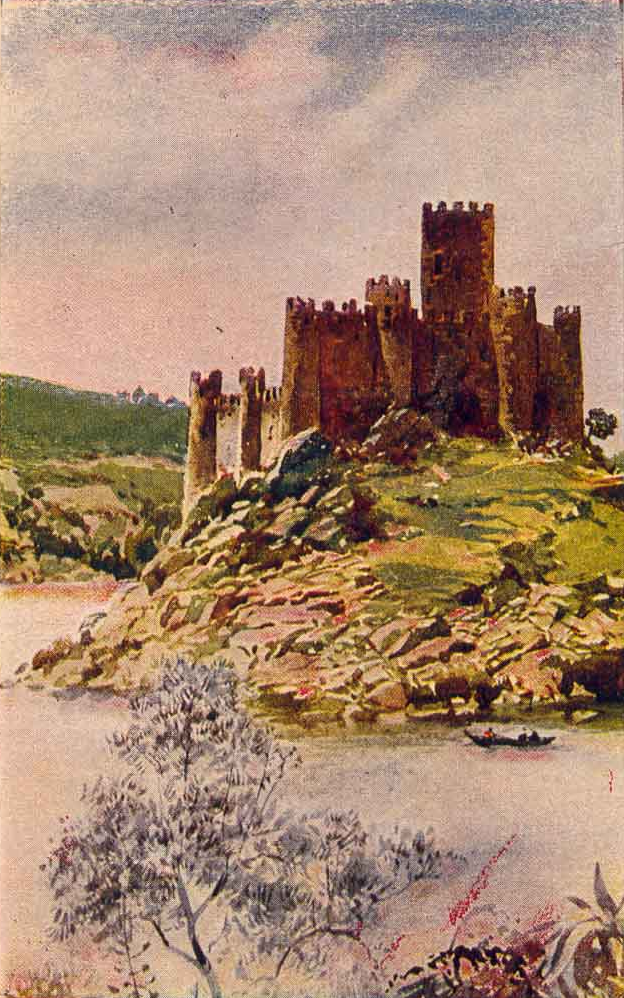
Castillo de Almourol, por Roque Gameiro, en Quadros da História de Portugal (1917)

A partir de la Baja Edad Media, la desembocadura del Tajo articuló una intensa actividad comercial entre la Europa del Norte y el Mediterráneo. Desde el Renacimiento, fue el principal nudo de comunicaciones del Imperio portugués, que se extendía por América, África y Asia. La ubicación del Tajo en la zona central de la península ibérica ha destacado al río como objetivo prioritario en la red de comunicaciones de España y Portugal. Prueba de ello son las grandes obras de infraestructura construidas sobre su curso, desde tiempos de la dominación romana. Por su antigüedad e interés arquitectónico, cabe citar dos puentes «de Alcántara», ambos de origen romano: uno en Toledo y otro en la localidad cacereña del mismo nombre.
Durante la Reconquista, el río jugó un papel trascendental, al marcar una de las referencias geográficas de las que se servían los reinos cristianos en su avance sobre al-Ándalus. La conquista de Toledo en 1085 permitió a la Corona de Castilla adelantar su frontera y proseguir con su expansión meridional. En el siglo XV, el río comenzó a desempeñar una función recreativa para la monarquía española. La construcción de una residencia real en Aranjuez, a instancias de los Reyes Católicos, convirtió al Tajo en un destino frecuentado por reyes y cortesanos.
Felipe II erigió sobre el primitivo edificio un palacio y, en el siglo XVIII, se levantaron los famosos Jardines de Aranjuez, alrededor de los cuales se extendieron diferentes canales artificiales, arrebatados a su caudal. El río era un lugar de paseo y esparcimiento, como dan cuenta las falúas reales (embarcaciones de recreo), que en la actualidad se conservan en la Casa de Marinos del municipio madrileño. A finales del siglo XVI, Felipe II ordenó la realización de diferentes proyectos para hacer navegable el Tajo. Los planes se abandonaron, dadas las dificultades de ejecución, si bien la idea volvió a surgir en el siglo XVIII, en plena Ilustración, pero nuevamente todo quedó sobre el papel.
El Tajo también ha sido un tema recurrente en la pintura y literatura. El Greco (1541-1614) plasmó su curso en diferentes lienzos sobre el paisaje de Toledo y el poeta renacentista Garcilaso de la Vega (1501 o 1503-1536) le dedicó algunos de sus poemas. Es el caso del siguiente fragmento:

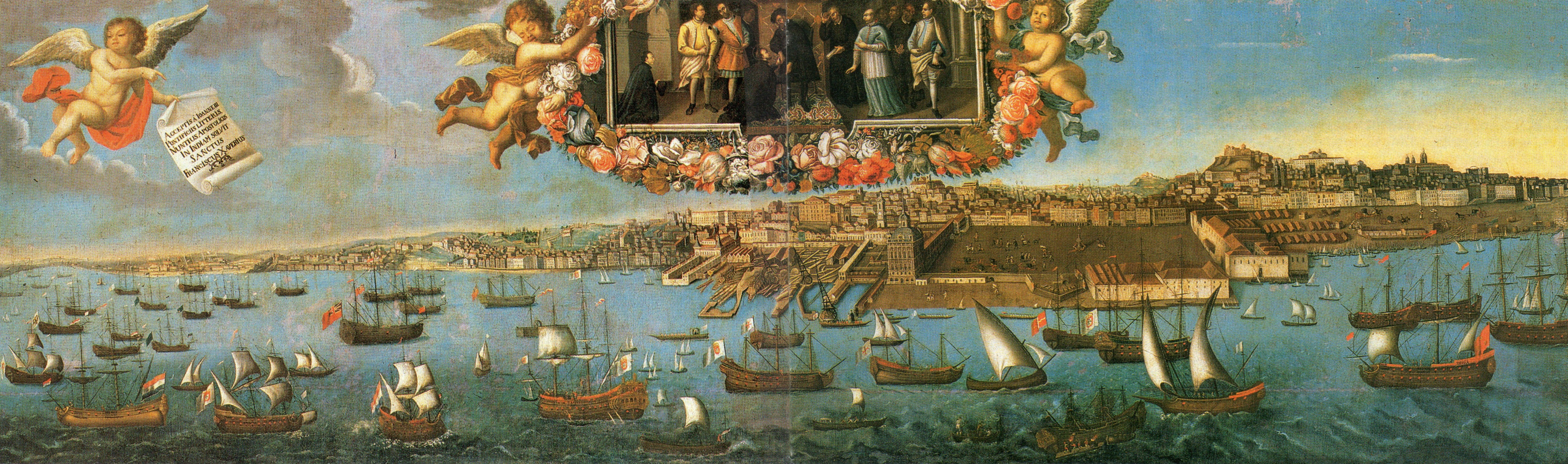
El puerto de Lisboa en el

Cerca del Tajo, en soledad amena, / de verdes sauces hay una espesura, / toda de hiedra revestida y llena, / que por el tronco va hasta el altura / y así la teje arriba y encadena, / que’l sol no halla paso a la verdura; / el agua baña el prado con sonido, / alegrando la hierba y el oído.

## Usos recreativos

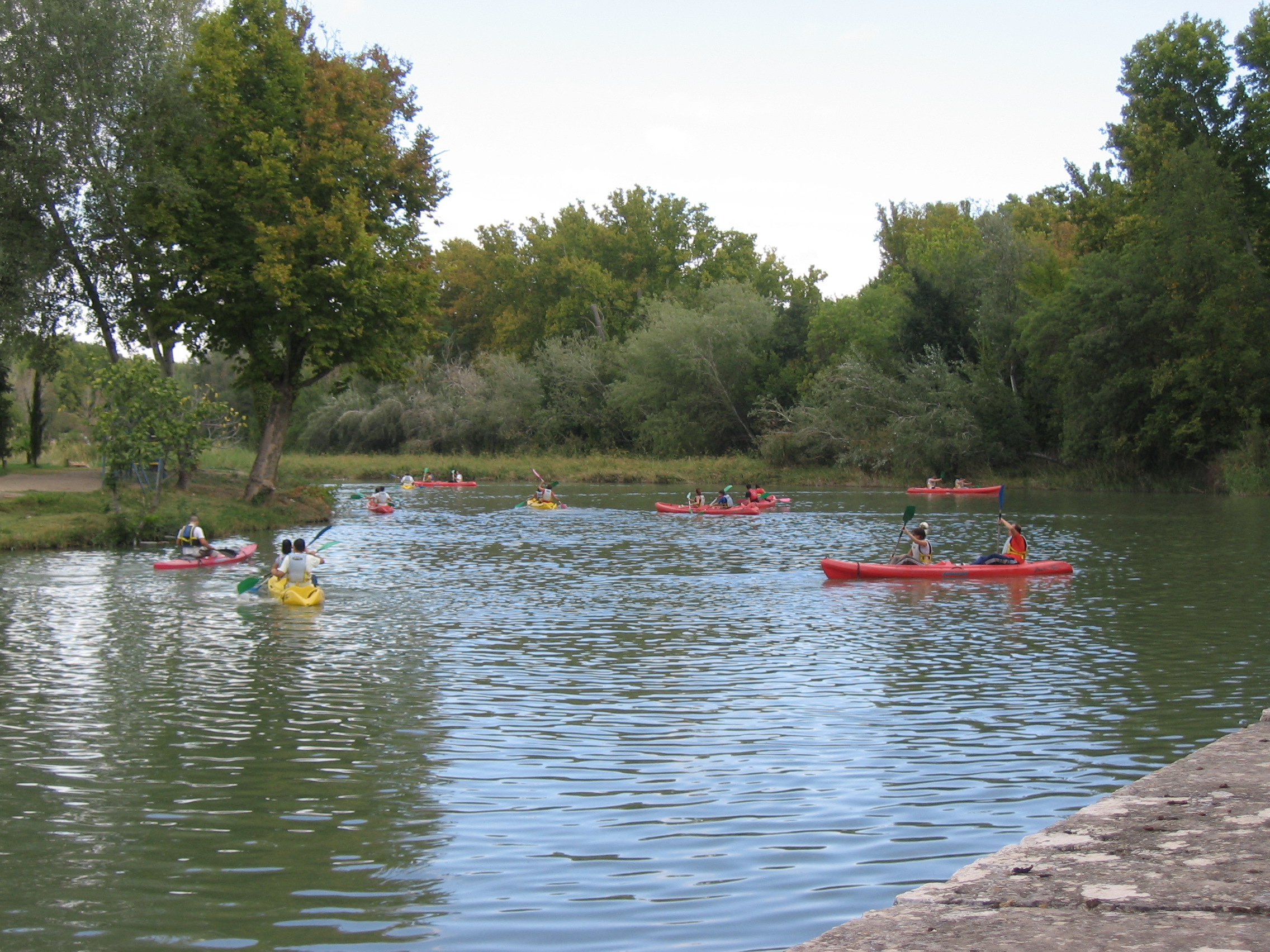
Piragüismo en el Tajo, a la altura de Aranjuez. En este término confluyen el Jarama y el Algodor